# 파리스의 심판

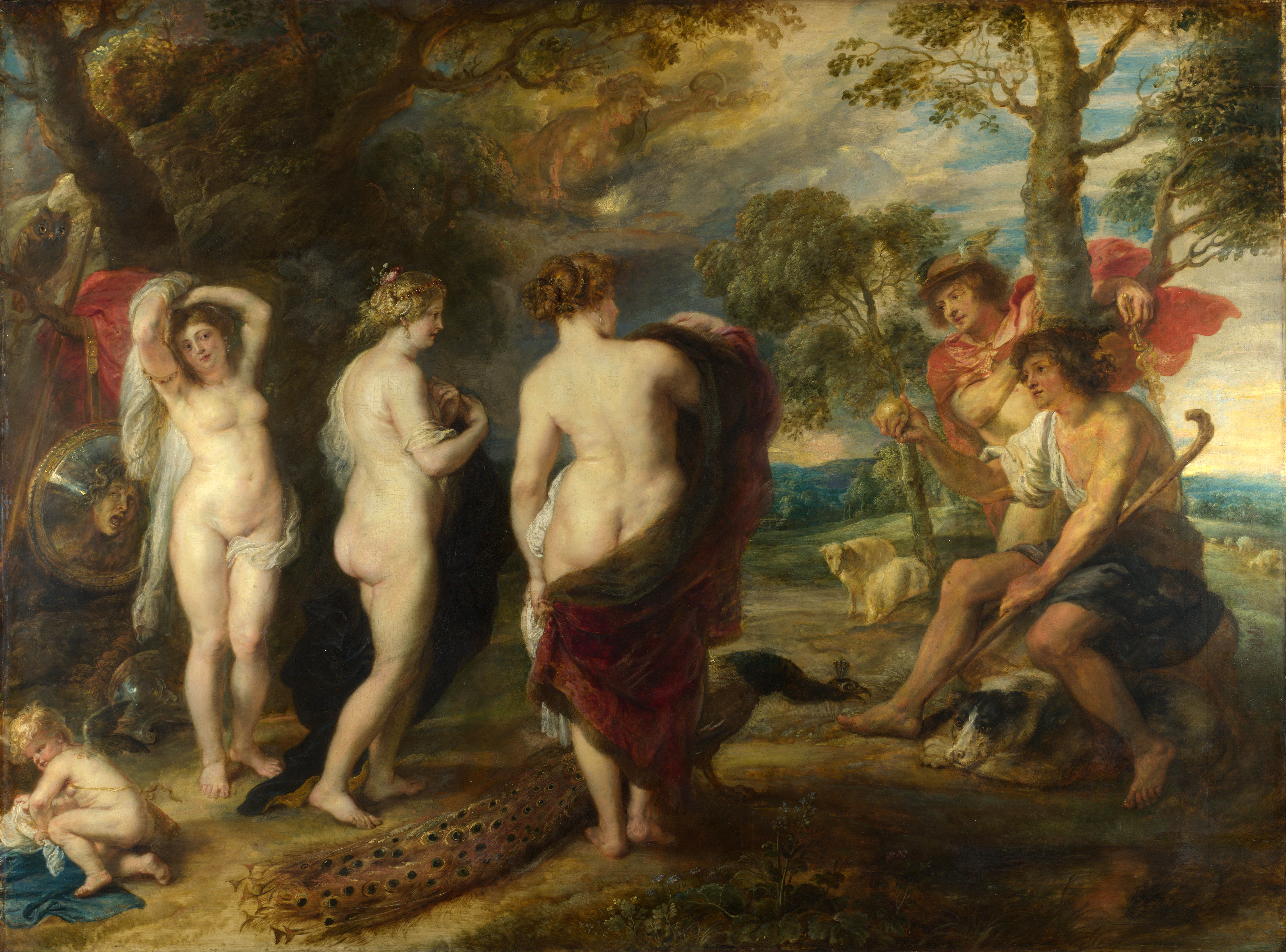
파리스의 심판, 루벤스 그림 (1636년) 런던 내셔널 갤러리 소장, 파리스는 아프로디테(가운데)를 황금사과의 주인으로 선택했다.

파리스의 심판은 그리스 신화에서 트로이 전쟁의 발단이 되는 사건이다. 파리스가 헤라, 아프로디테, 아테네 중 가장 아름다운 여신을 고르게 되었는데 아프로디테를 고르게 되어 발생하였다.
신들의 여왕 헤라, 지혜의 여신 아테나, 사랑과 미의 여신 아프로디테(로마 신화에서는 유노, 미네르바, 베누스)는 천상의 아름다운 3대 여신으로 누가 가장 아름다운지를 가리고 싶어했다.
테티스와 펠레우스의 결혼을 축하하는 결혼 잔치에는 모든 신이 초대되었는데, 불화의 여신 에리스 만은 초청받지 못했다. 화가 난 에리스는 연회에 참석하여 ‘가장 아름다운 여신에게 주는’ 황금 사과를 던졌다. 이 사과를 놓고 헤라, 아테나, 아프로디테가 서로 다투었다. 제우스는 중재하기 위해 트로이의 왕 프리아모스의 아들로 당시 카즈 산에서 양치기를 하고 있던 파리스에게 판정하게 하였다.
여신들은 다양한 선물을 약속하고 파리스를 매수하려고 했다. 헤라는 ‘아시아의 군주’ 자리를, 아테나는 ‘전투의 승리’를 주겠다고 제안했다. 그러나 결국 ‘가장 아름다운 여자를 주겠다’고 제의한 아프로디테가 승리를 얻었다. ‘가장 아름다운 여자’는 이미 스파르타의 왕 메넬라오스의 아내가 된 헬레네로 이것이 트로이 전쟁의 원인이 되었다. 트로이 전쟁이 발발하자 파리스에게 앙심을 품은 헤라와 아테나는 그리스 편을 들었다.

## 갤러리

### 그림

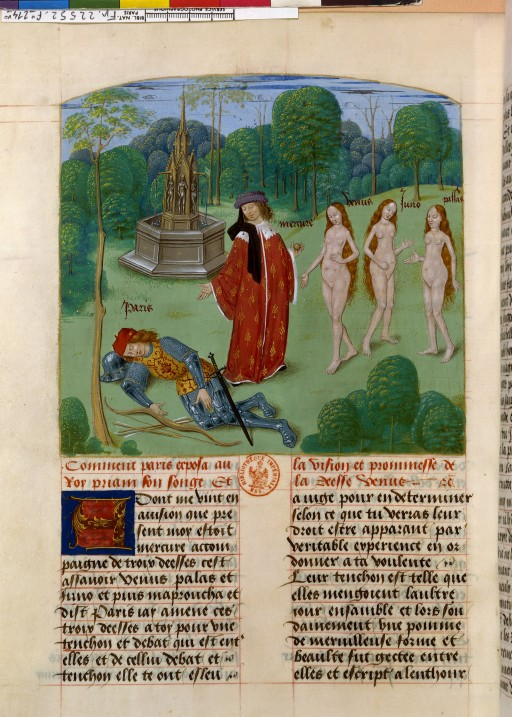
미니어처, 1495년경
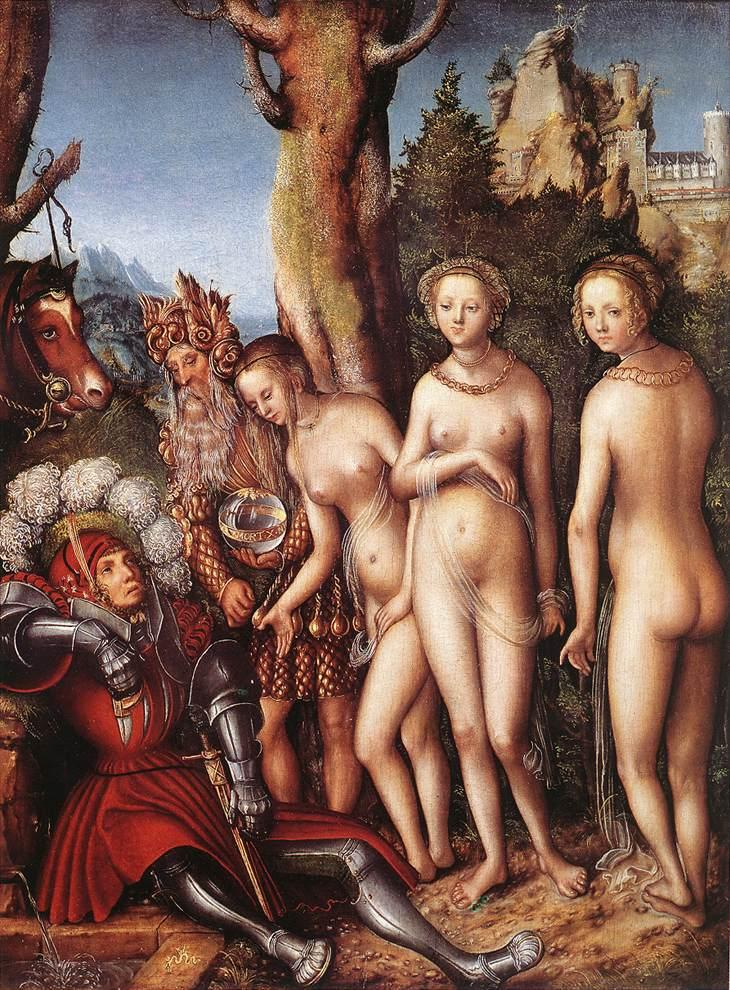
루카스 크라나흐, 1512년-1514년경
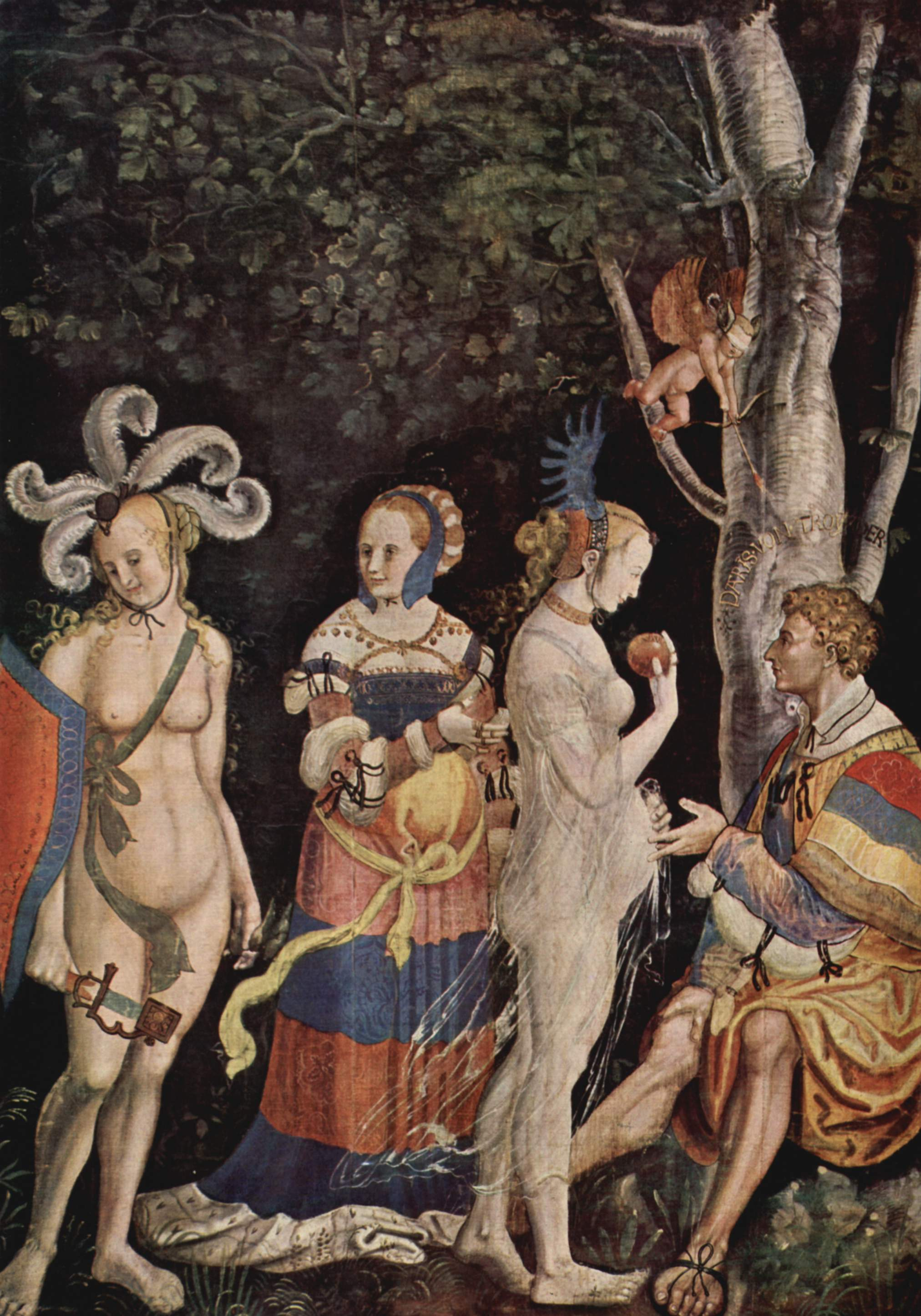
니클라우스 마누엘, 1520년경
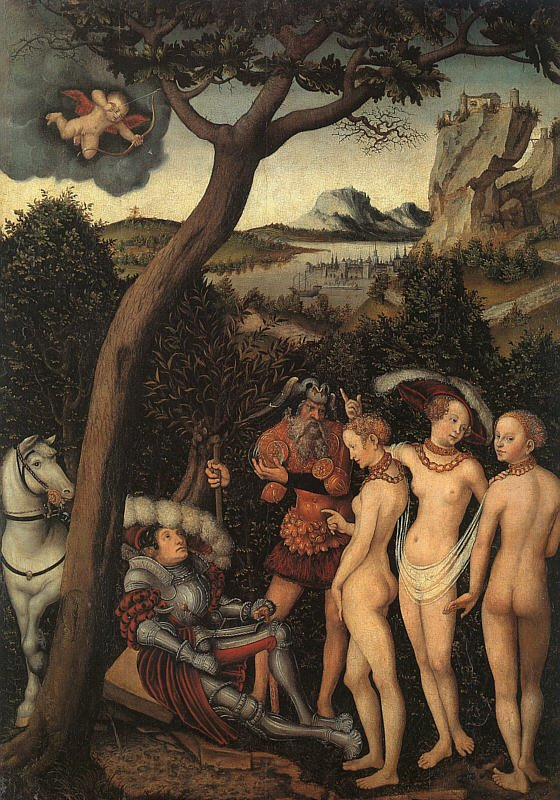
루카스 크라나흐, 1528년경
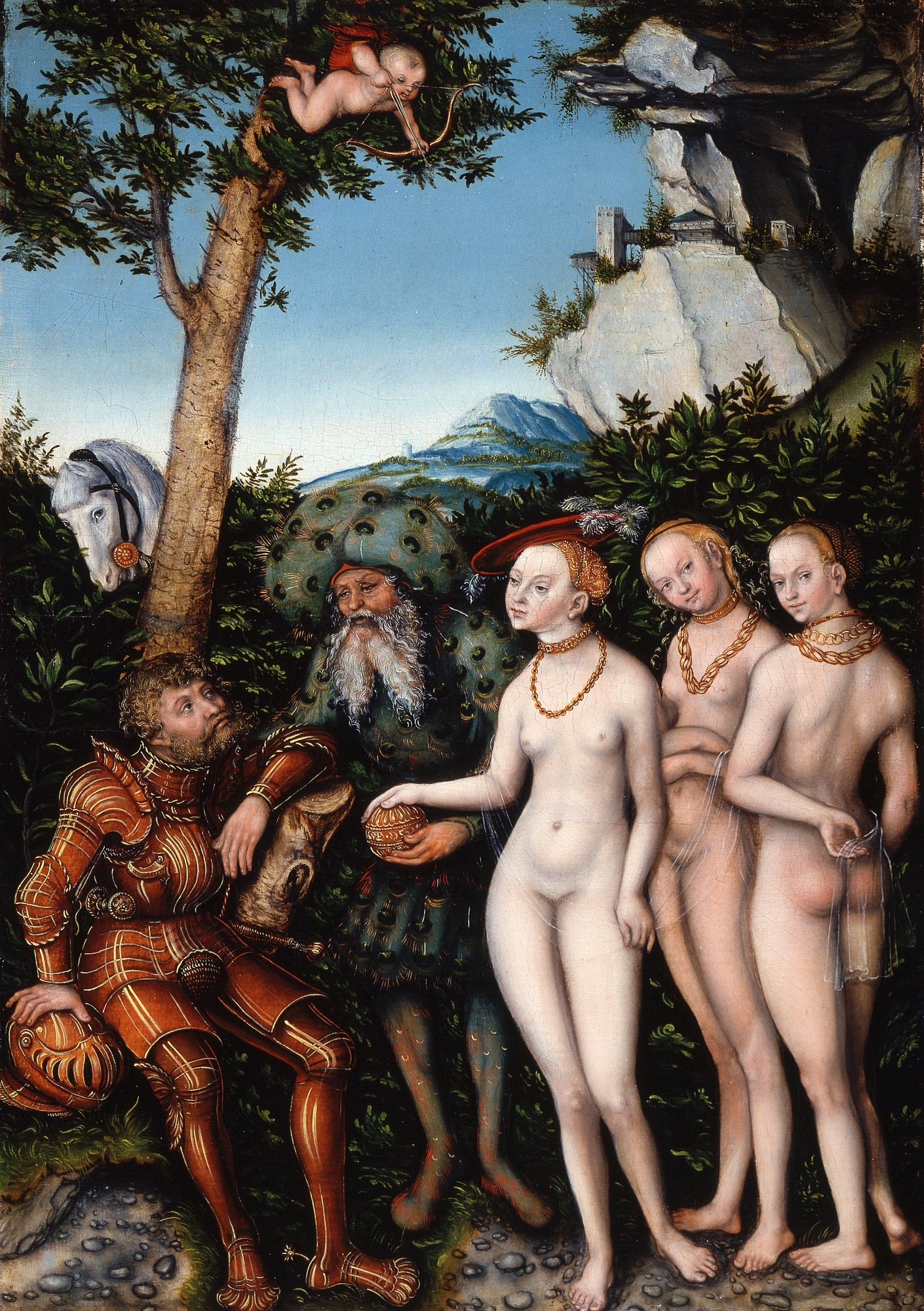
루카스 크라나흐, 1530년경
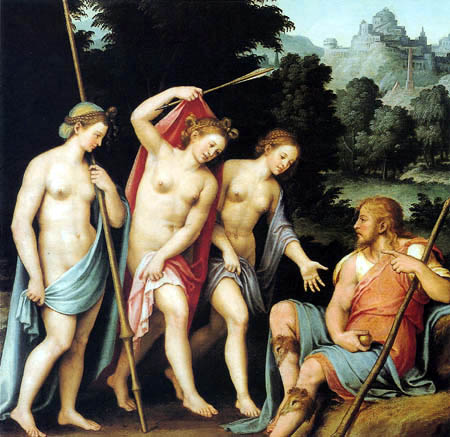
후안 데 후아네스, 1523-1579
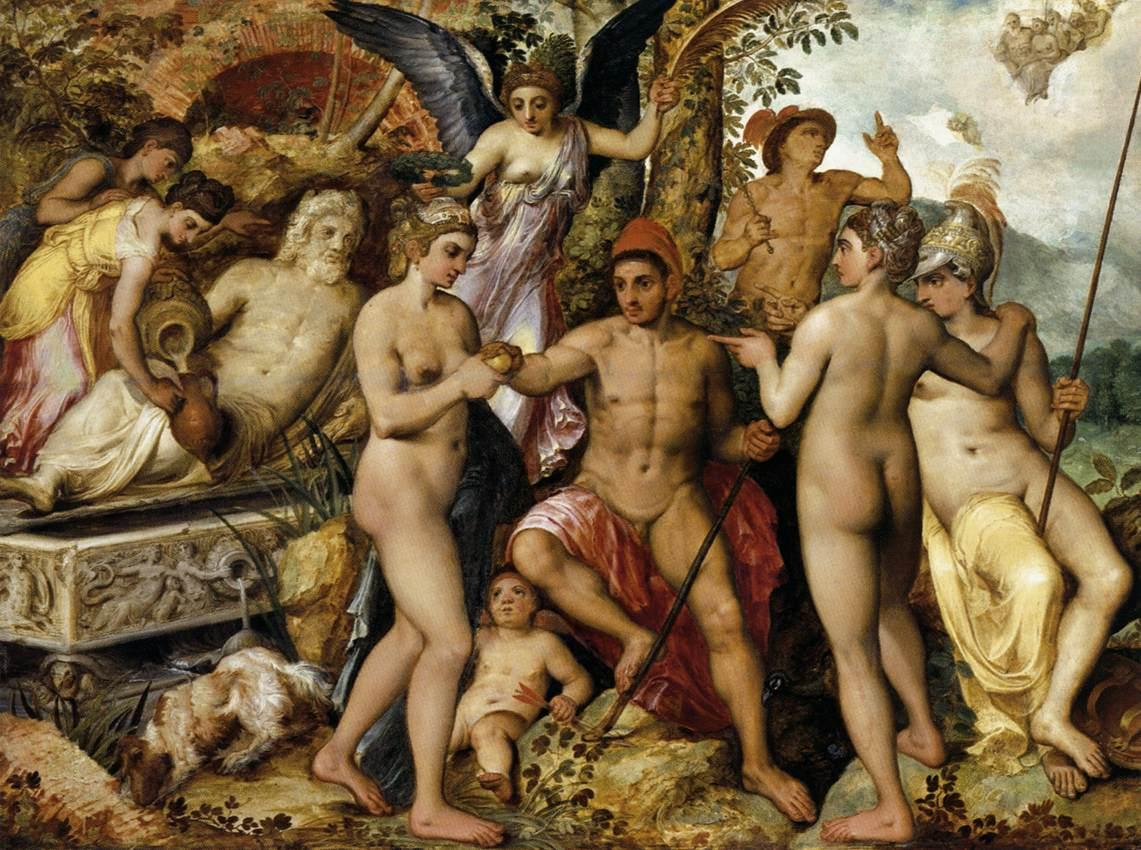
프랑스 플로리스, 1548년경
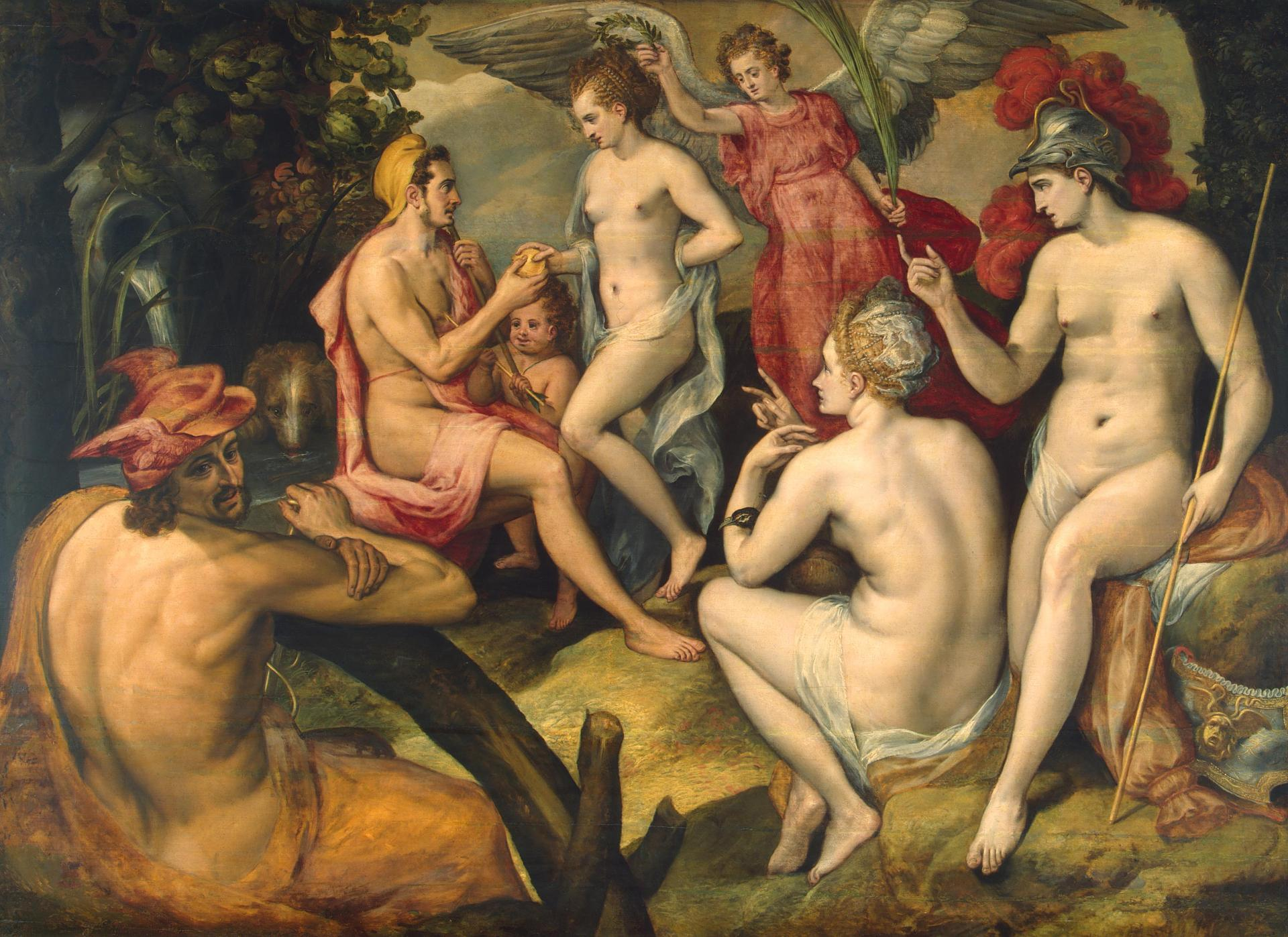
프랑스 플로리스, 1550년대
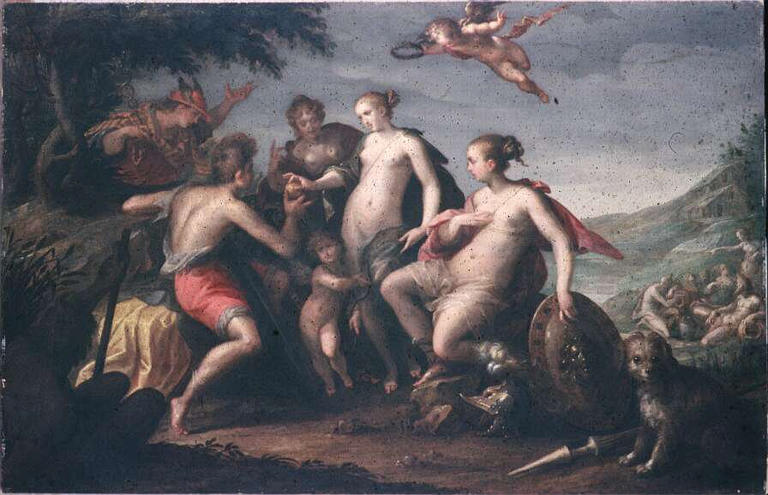
한스 폰 아헨, 1588년경
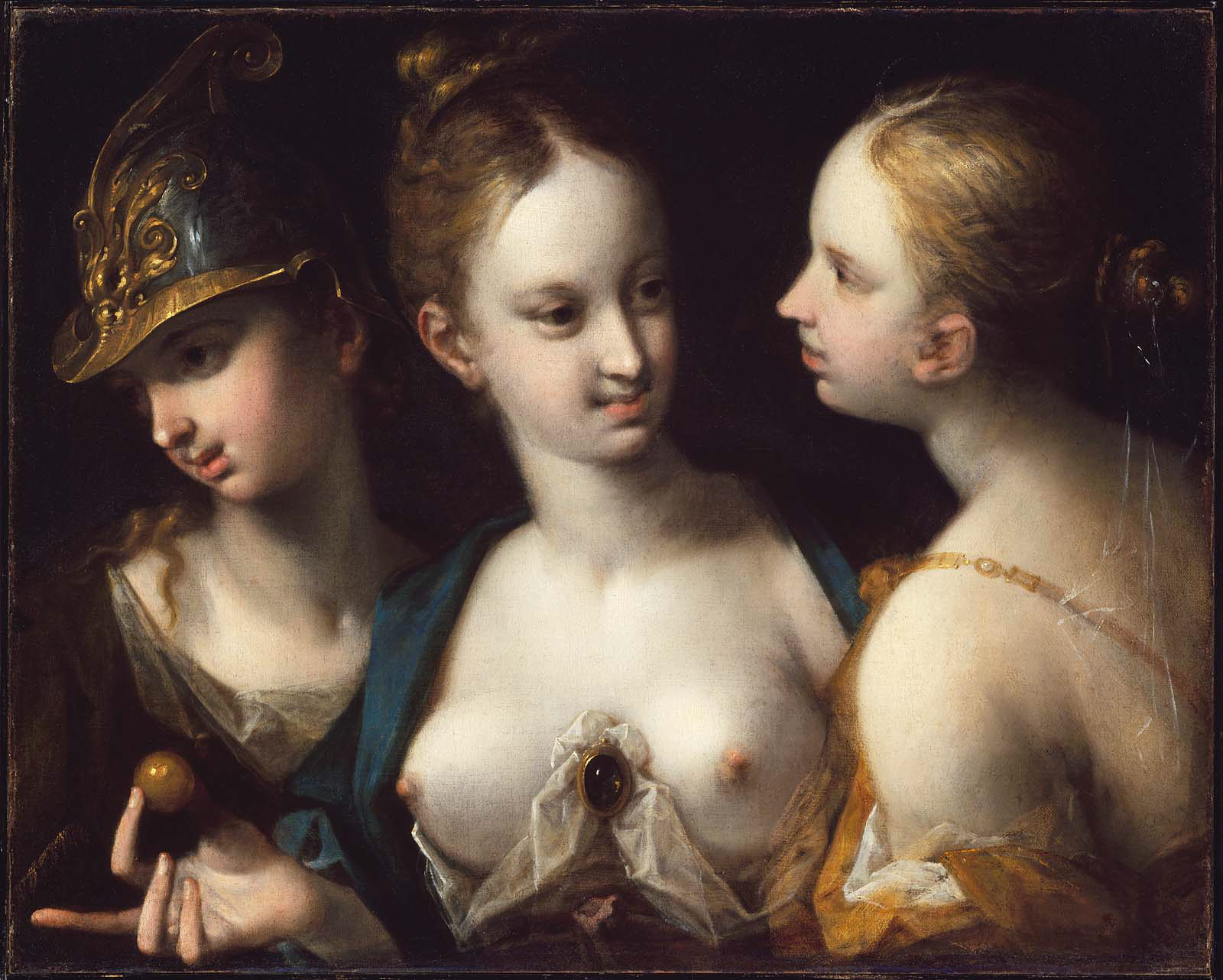
한스 폰 아헨, 1593년경
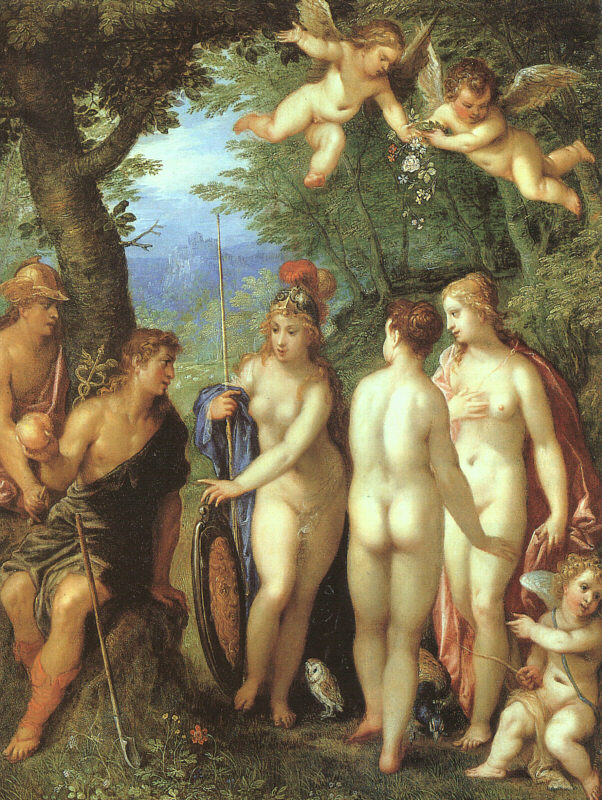
헨드릭 반 발렌 the Elder, 1599년경
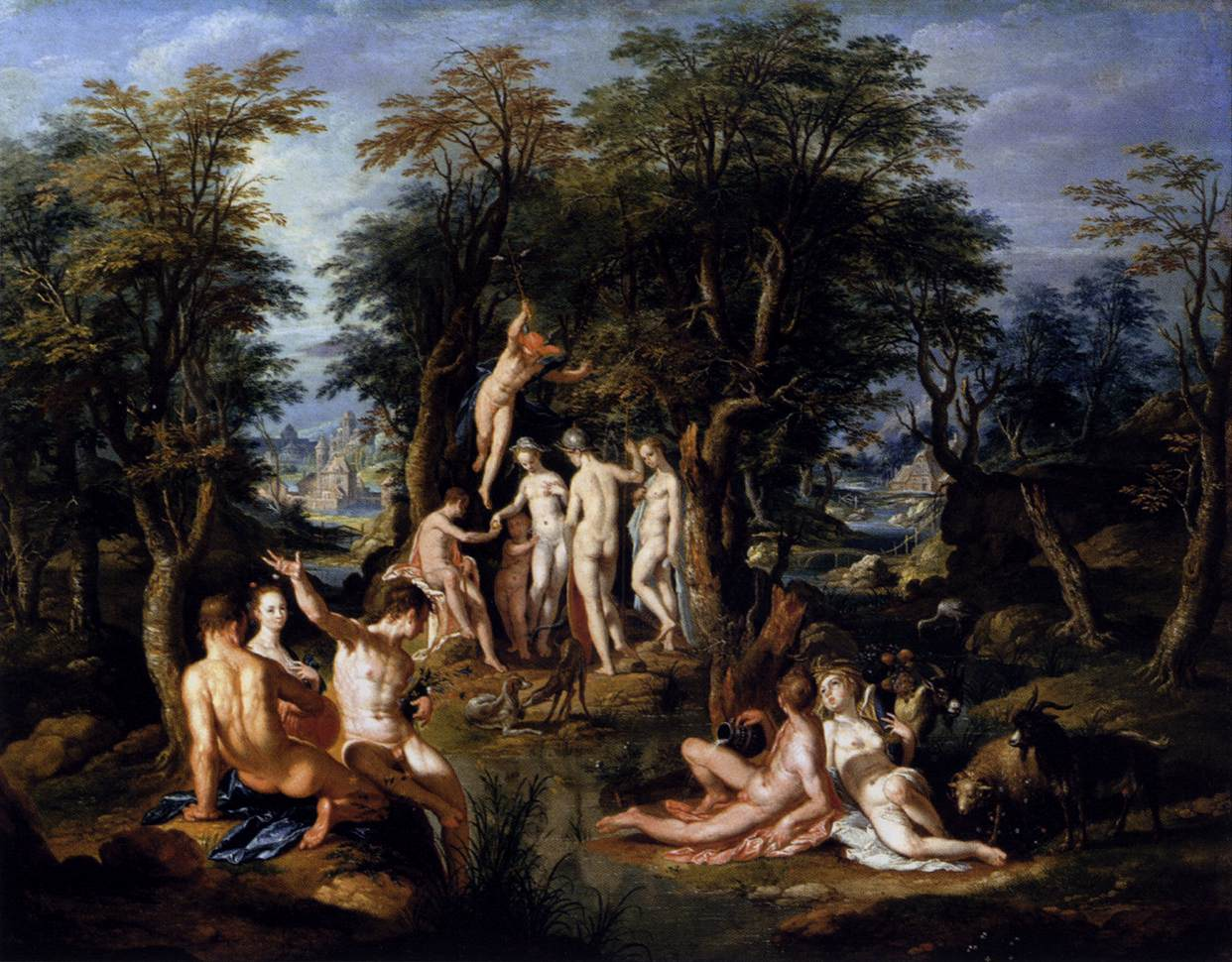
요아킴 브테바엘, 1605년경
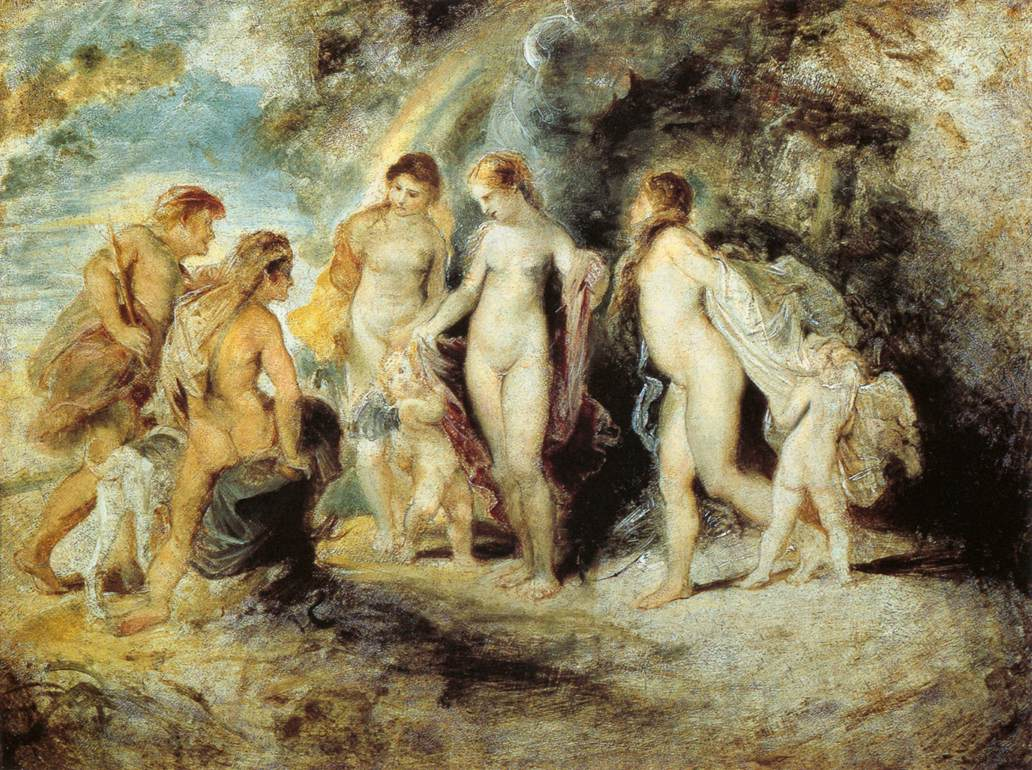
페테르 파울 루벤스, 1606년경
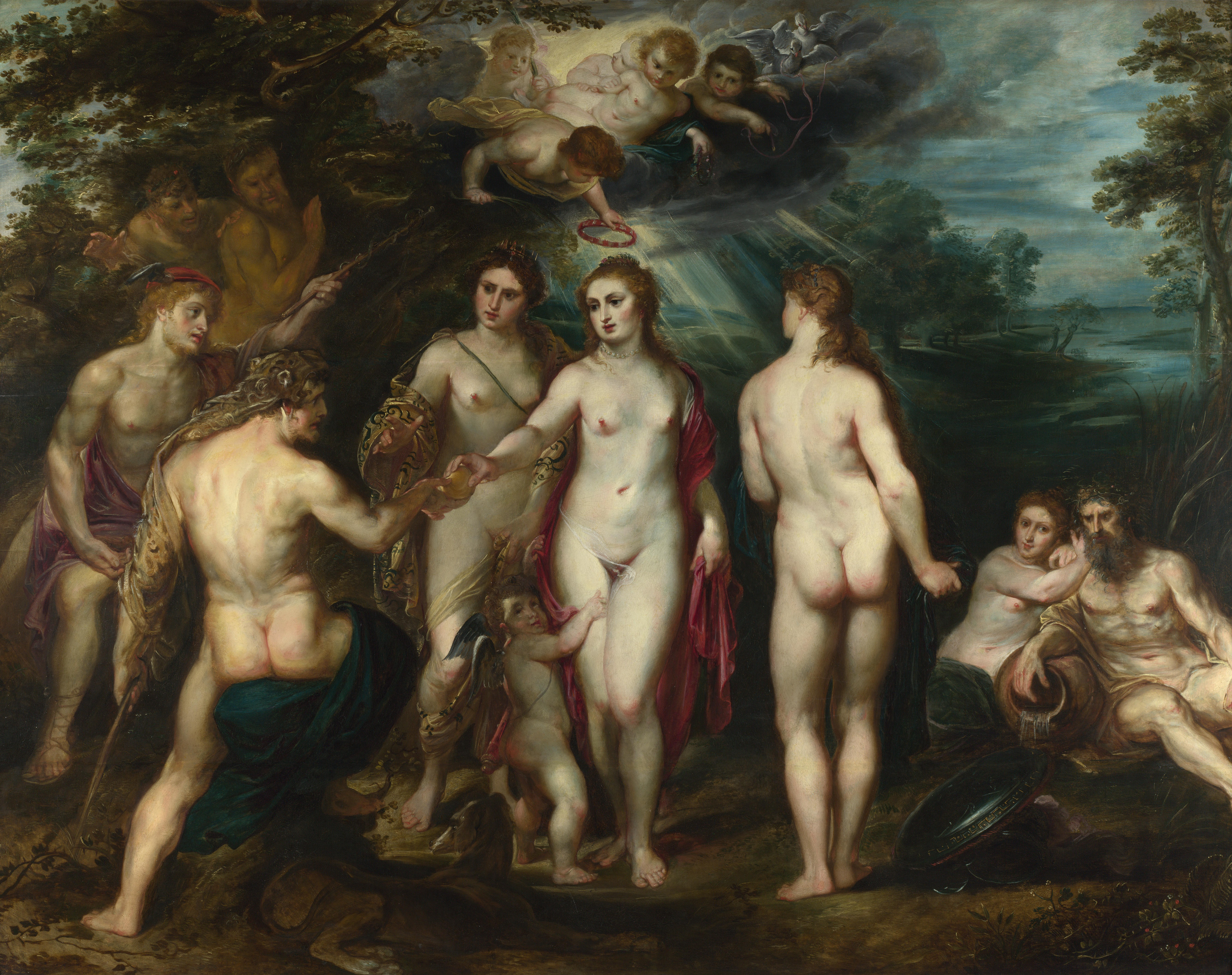
페테르 파울 루벤스, 1625년경
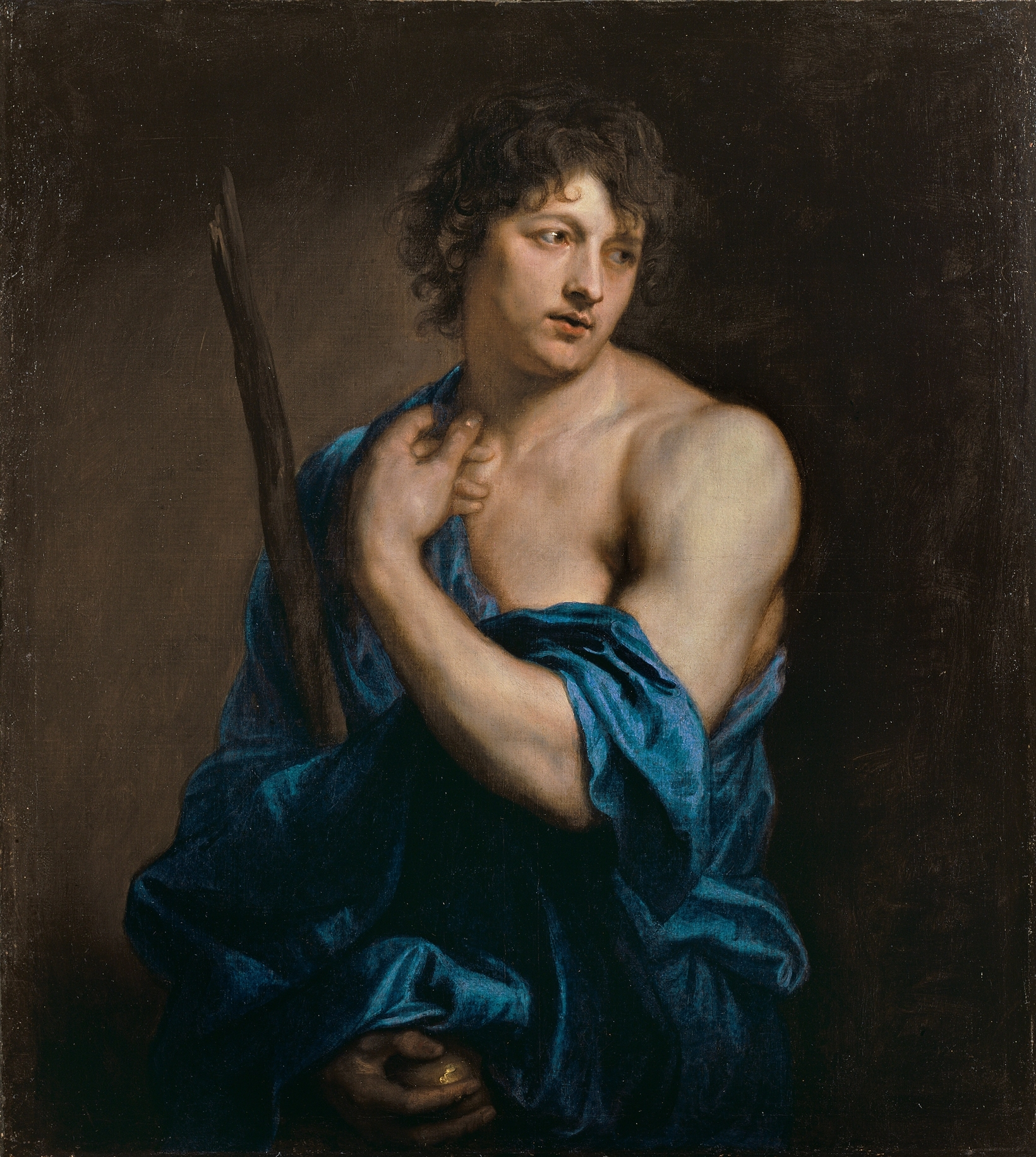
안토니 반 다이크, 1628년경
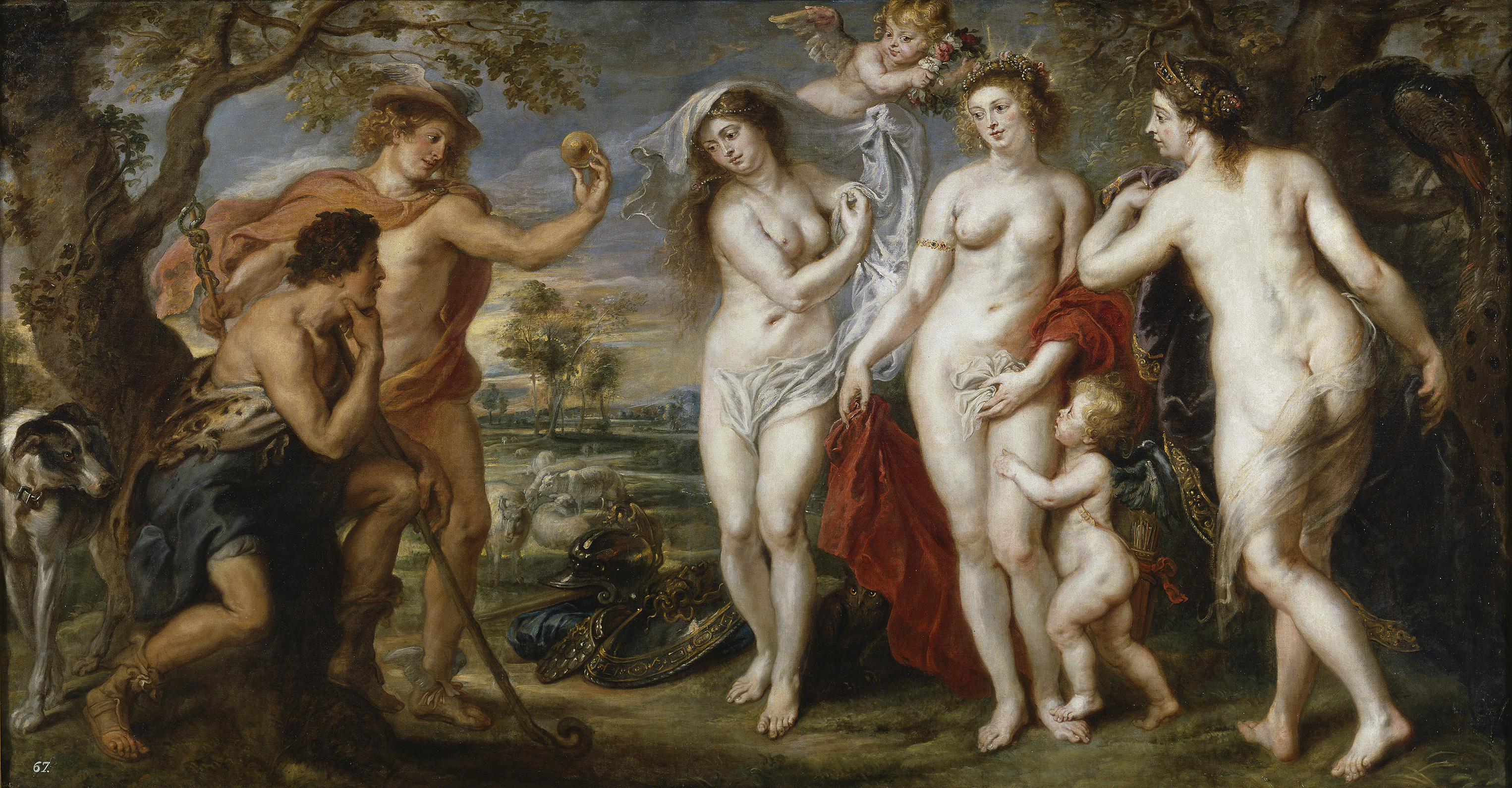
페테르 파울 루벤스, 1638-1639년경
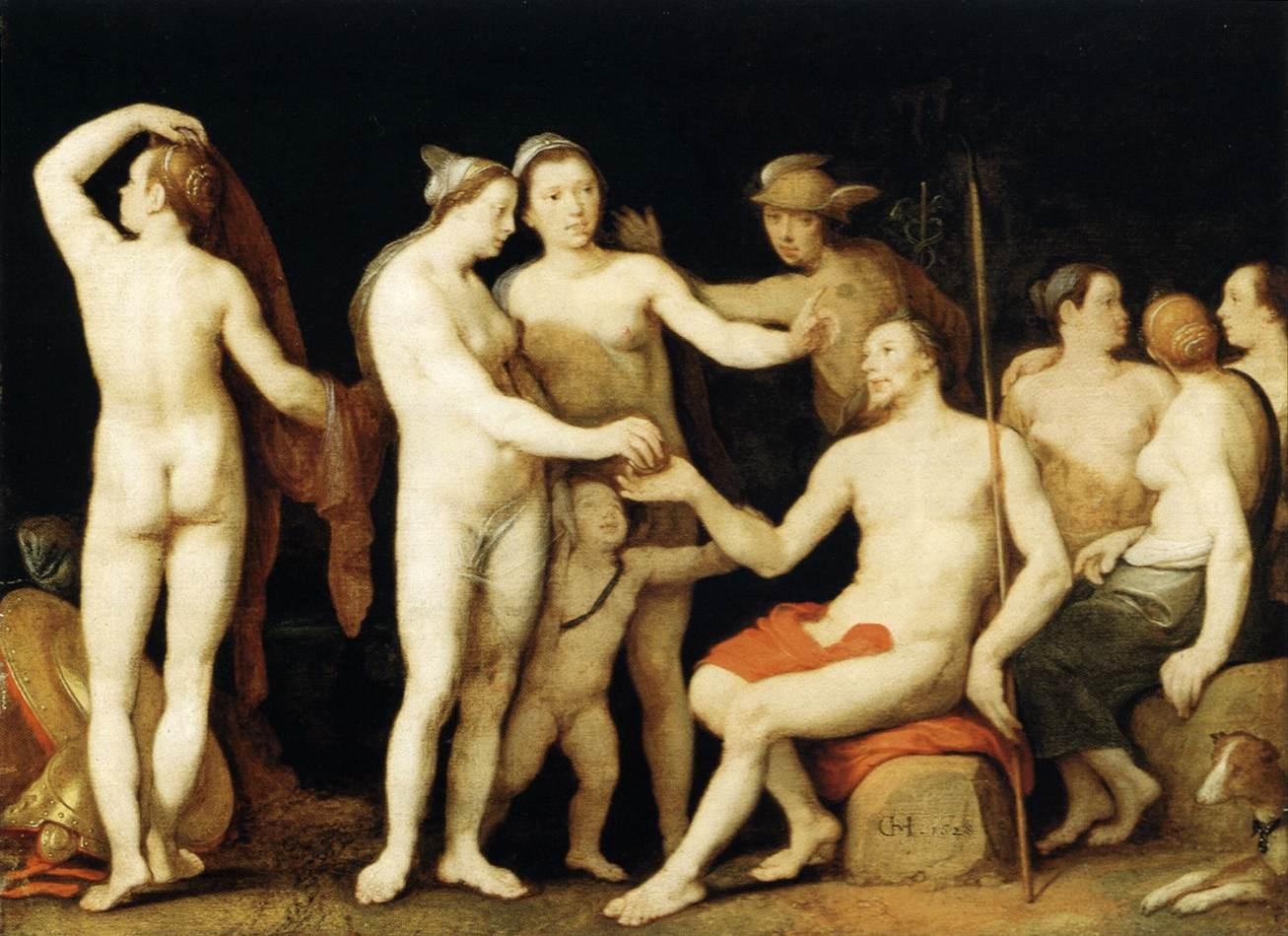
코르넬리스 판 하를럼, 1628년경
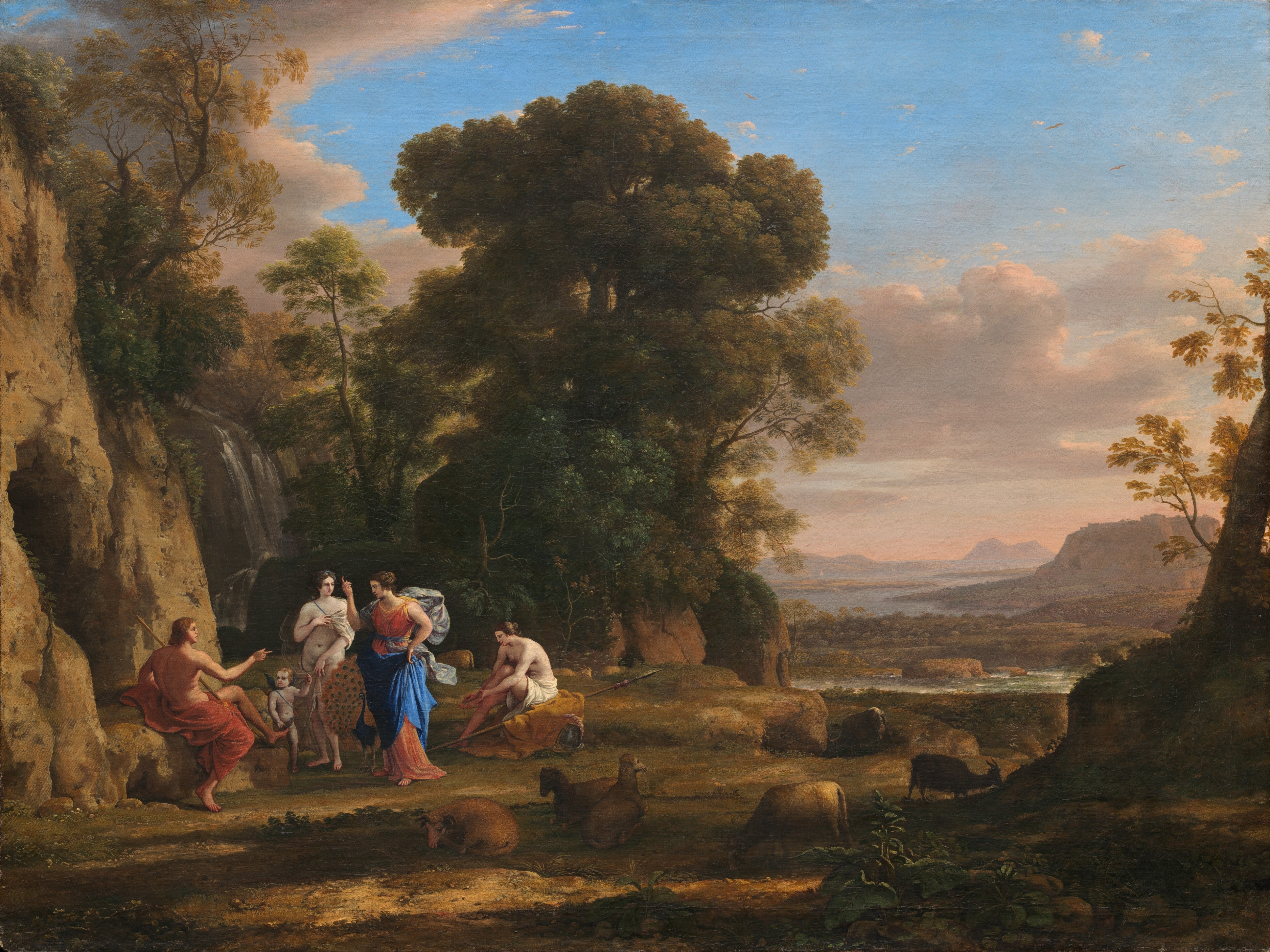
클로드 로랭, 1645-1646년경
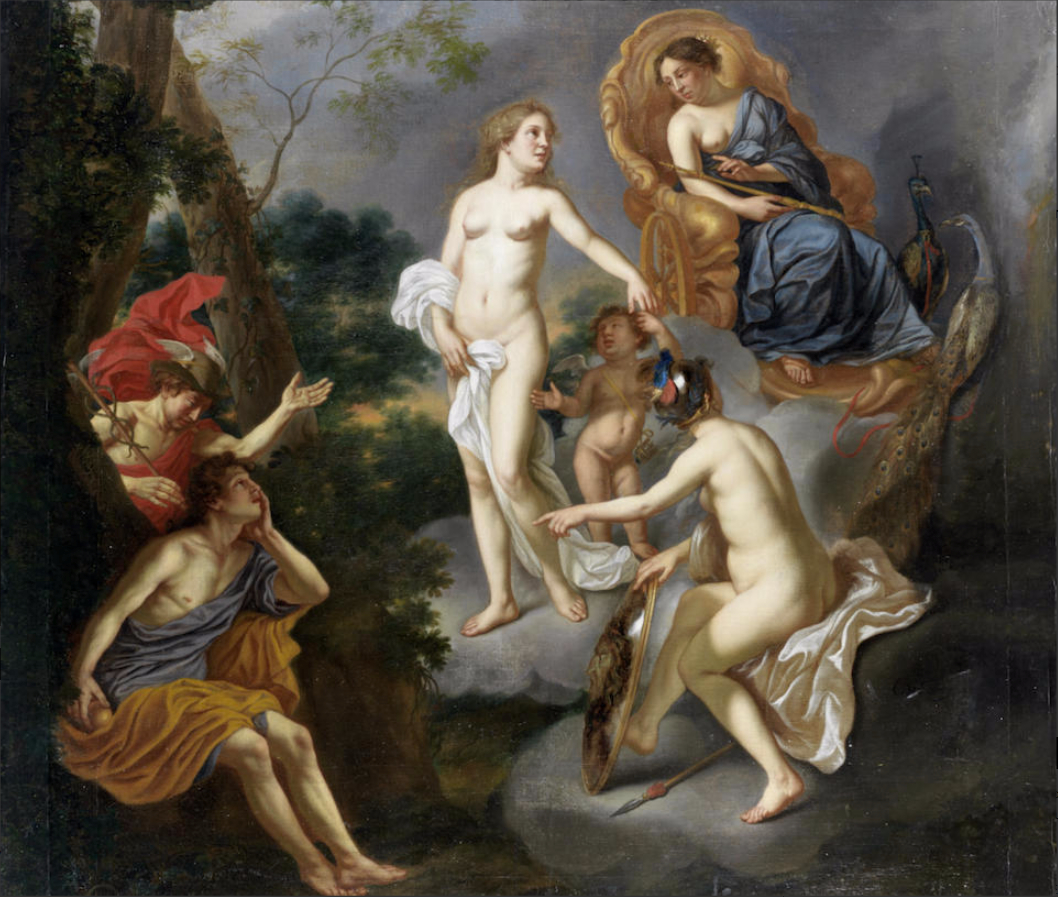
카렐 반 자파엔, 1650-1660년경
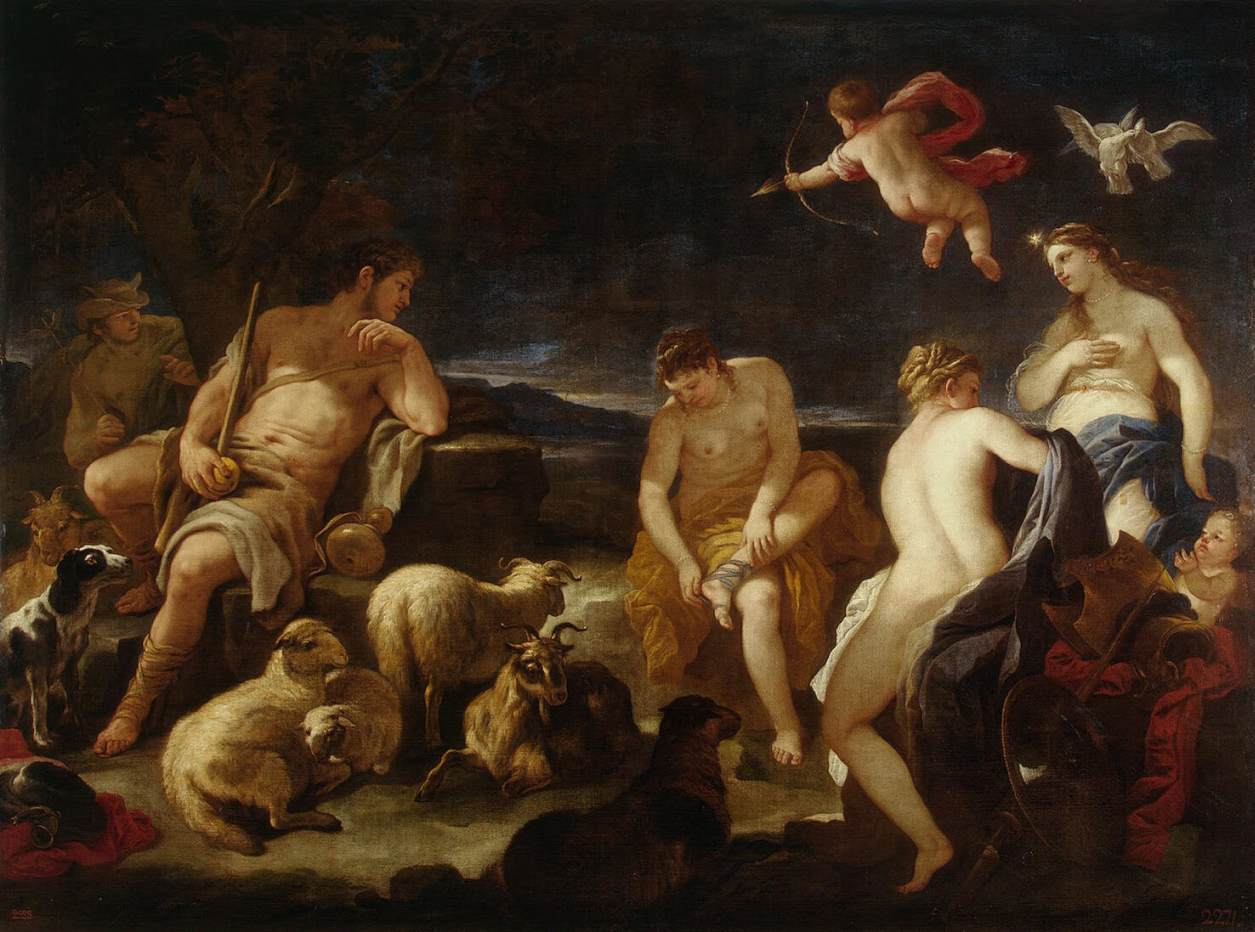
루카 조르다노, 1681-1683년경
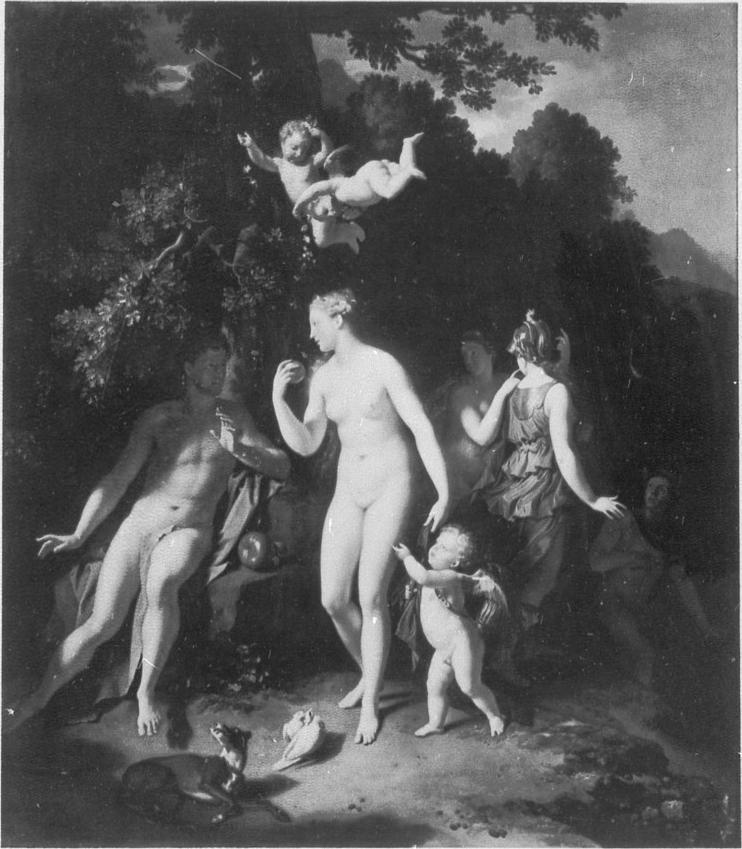
아드리엔 반 데르 베르프, 1712년경
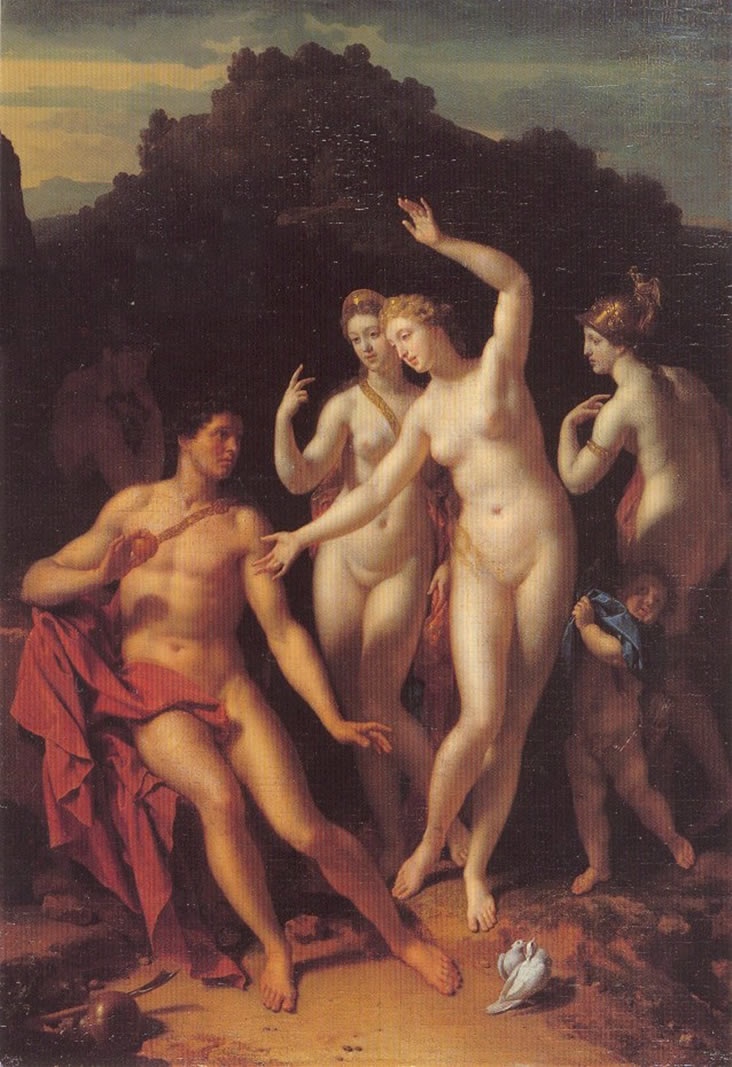
아드리엔 반 데르 베르프, 1716년경
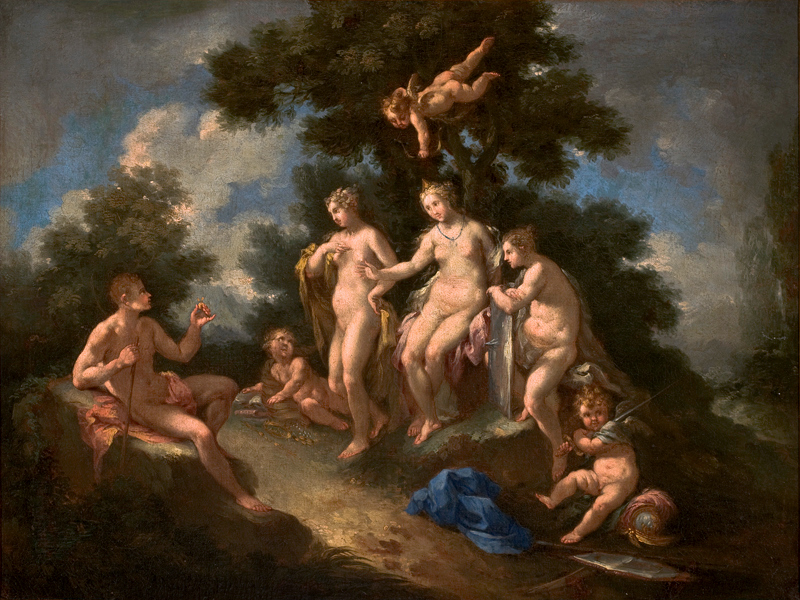
미켈레 로카, c. between 1710-1720
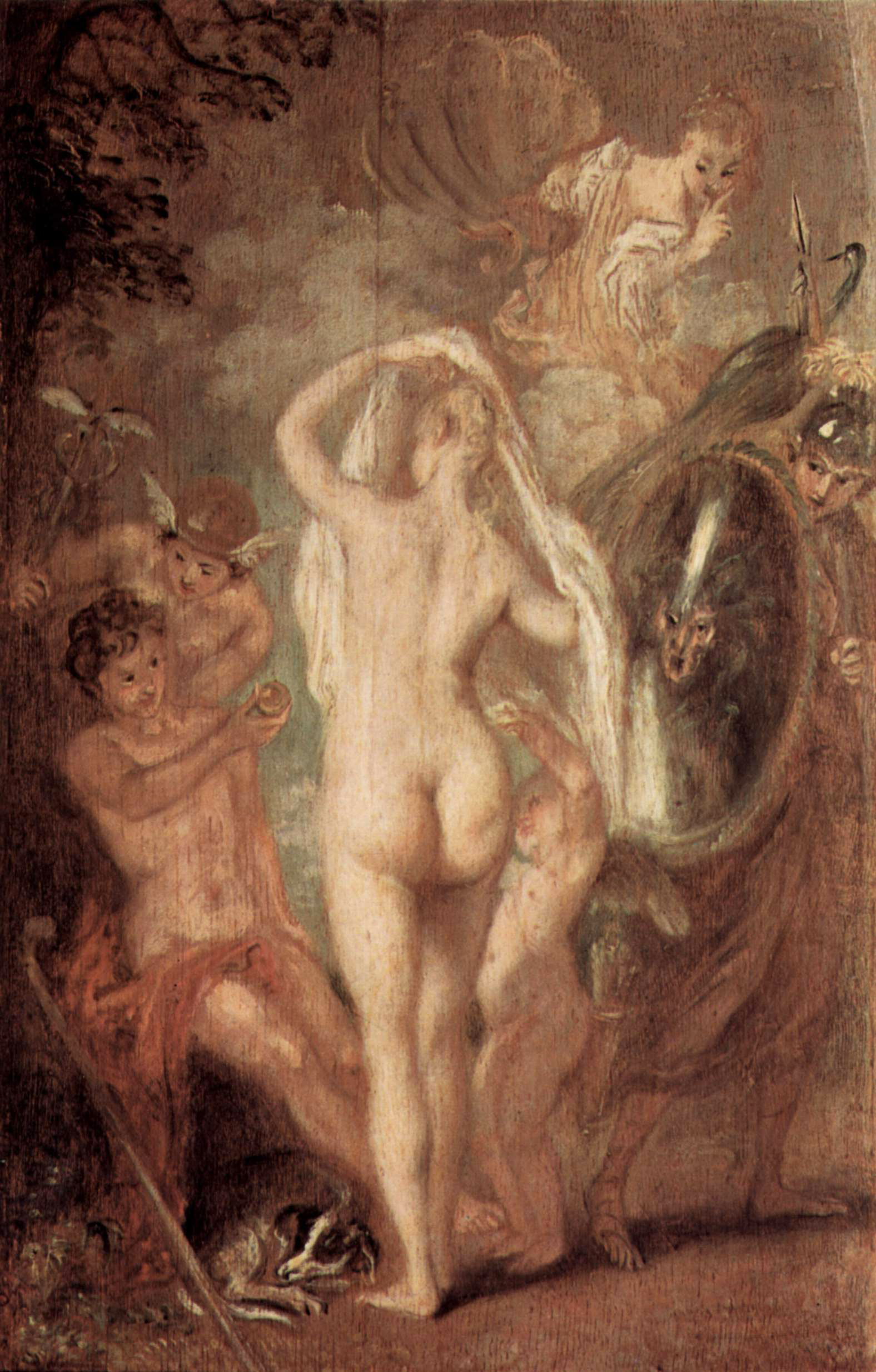
앙투안 와토, 1720년경
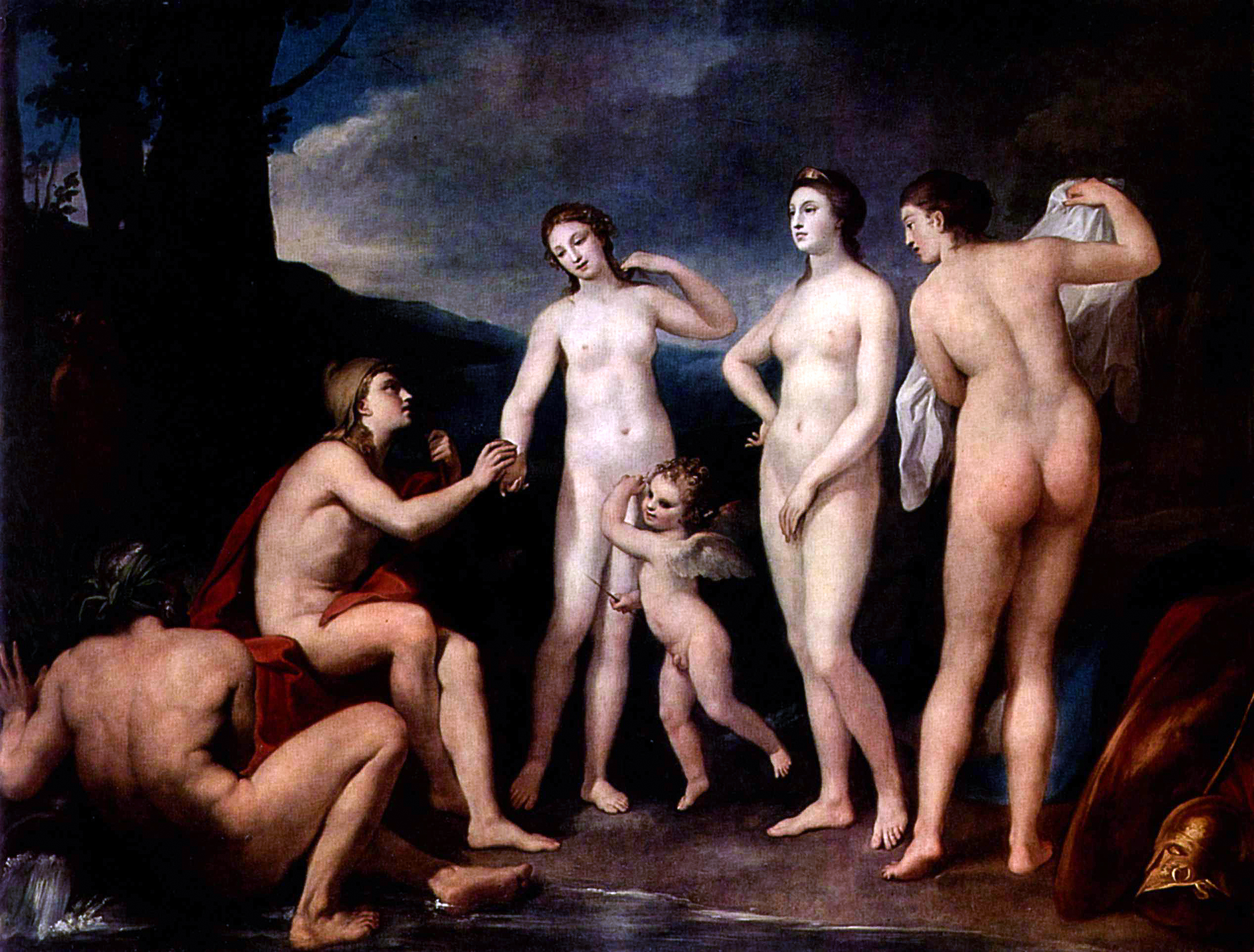
안톤 라파엘 멩스, 1757년경
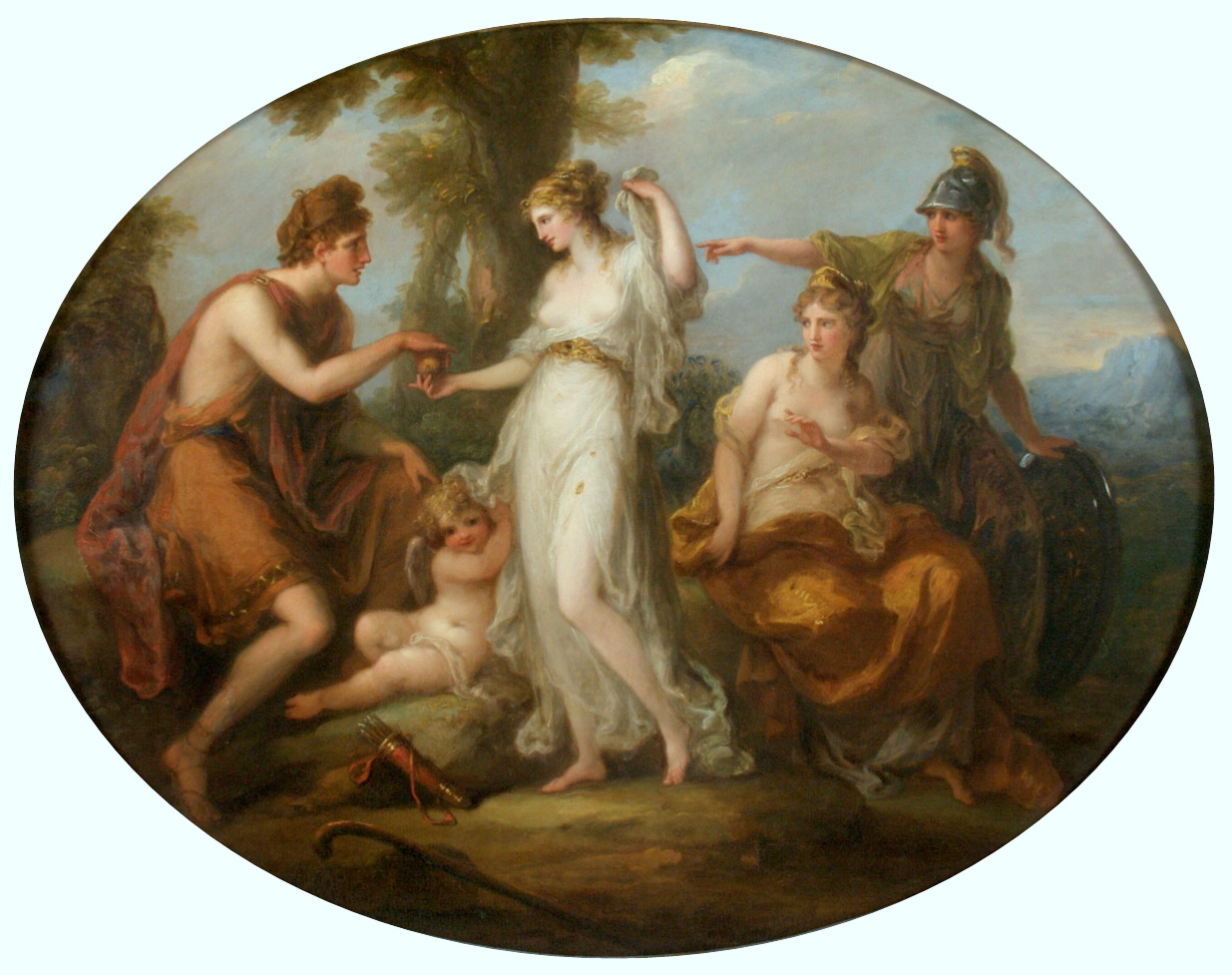
앙겔리카 카우프만, 1770-1797년경
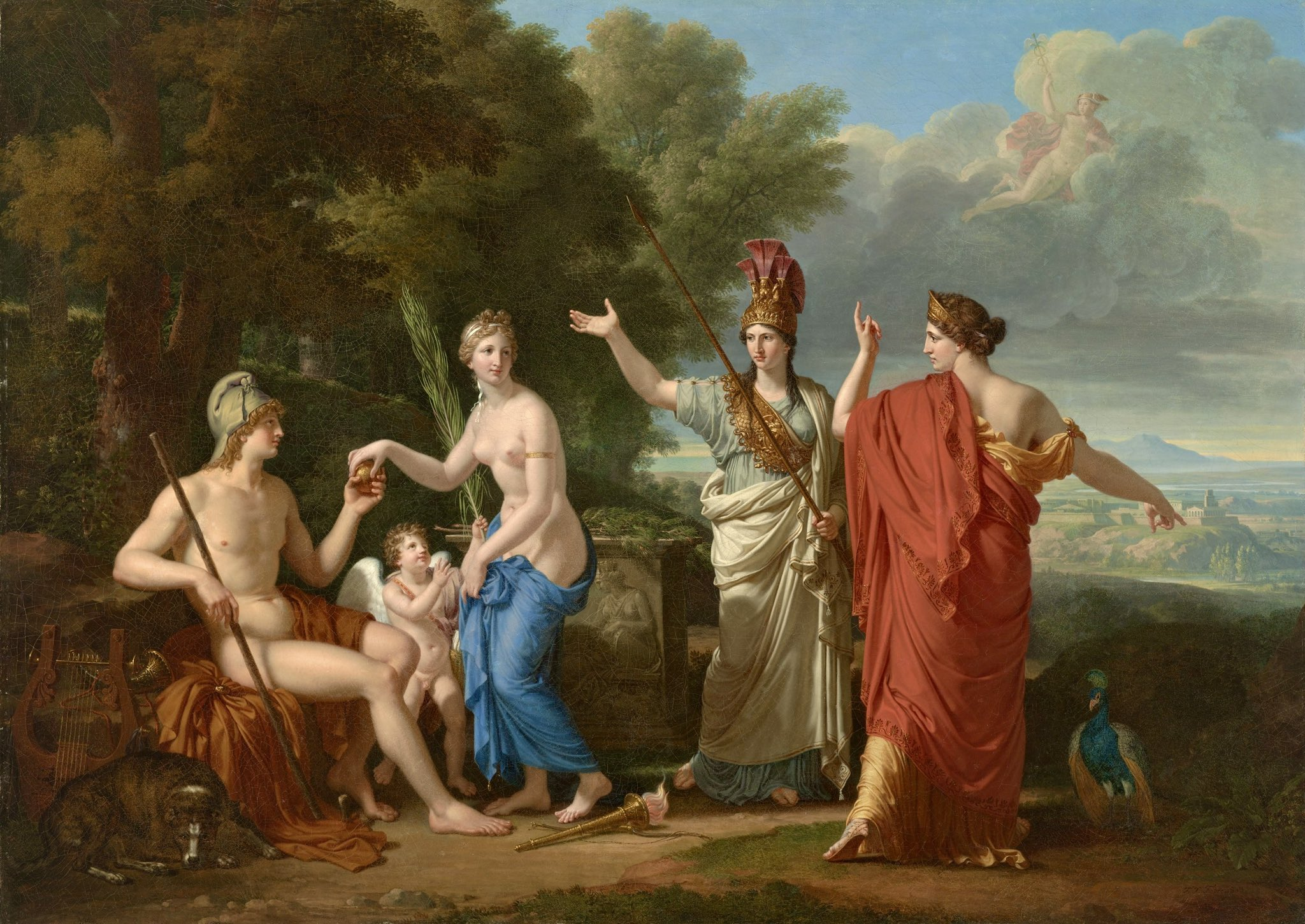
프랑스와 자비에르 파브르, 1808년경
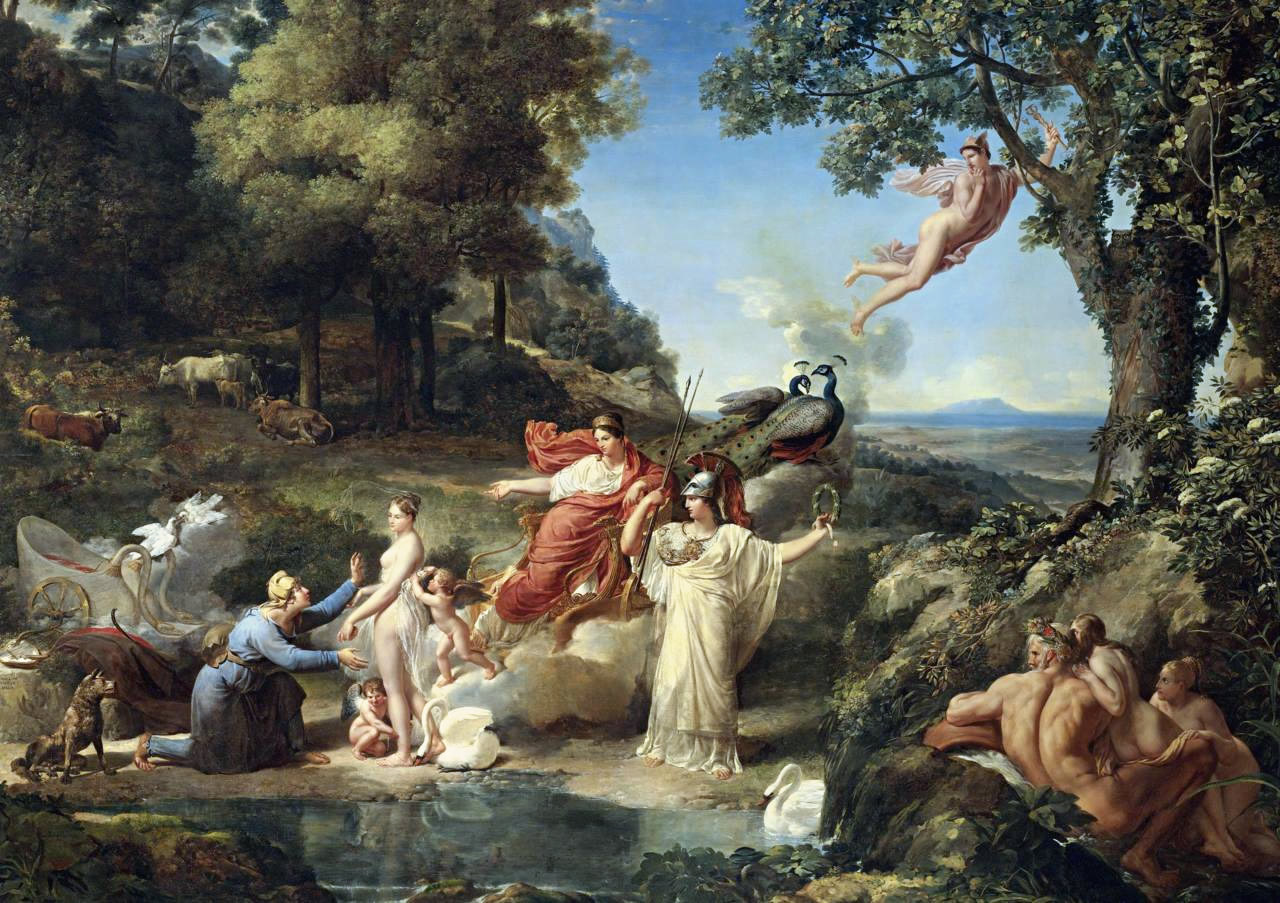
기욤 기용 르티에르, 1812년경
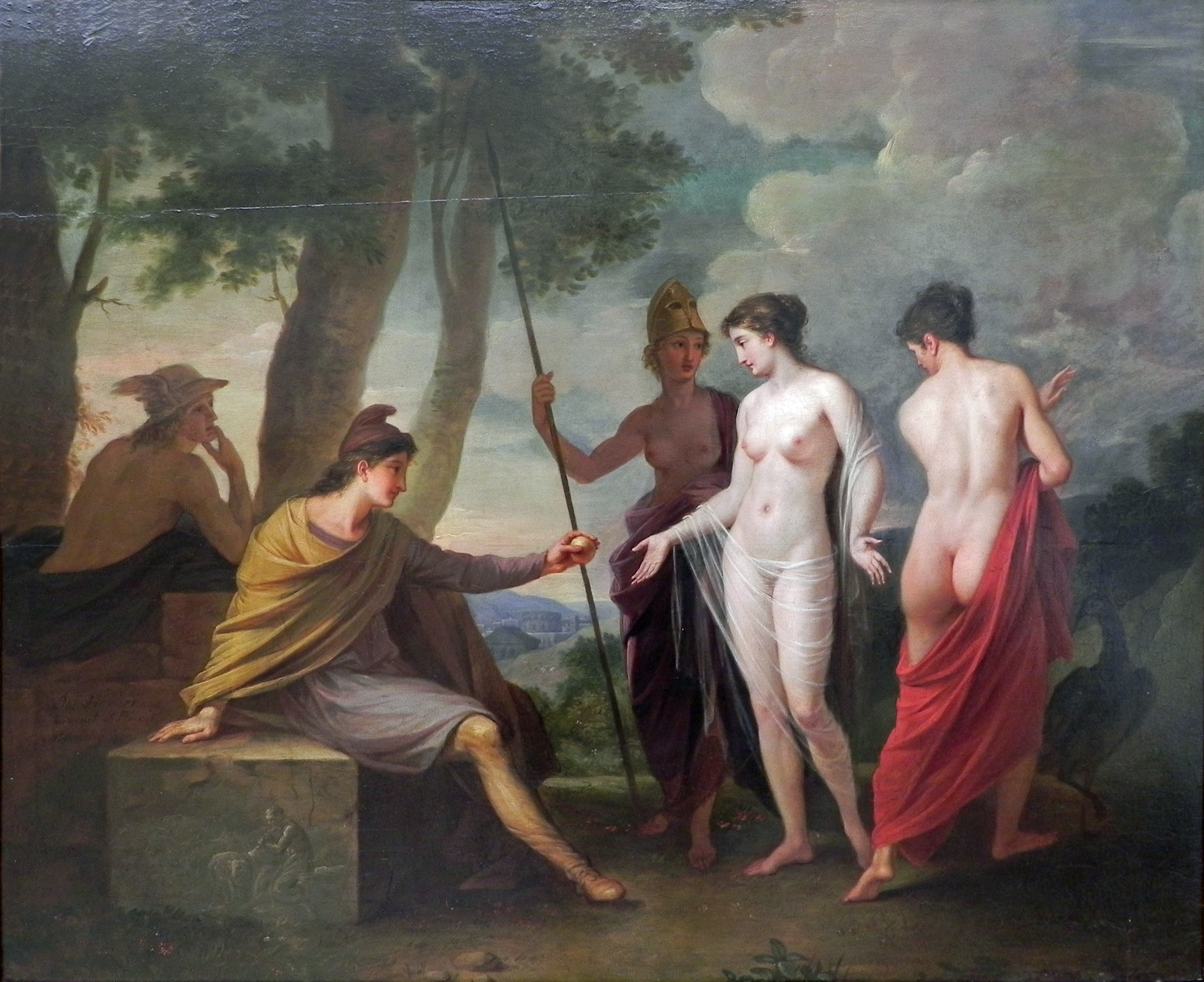
요제프 하우버, 1819년경
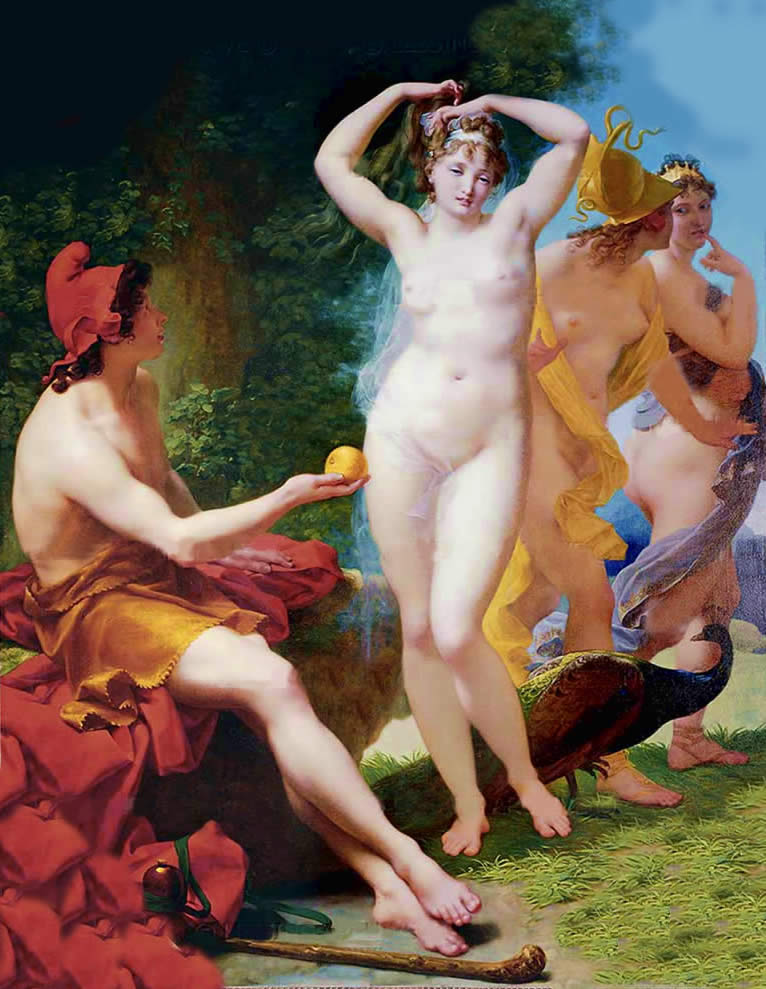
장바티스트 르뇨, 1820년경
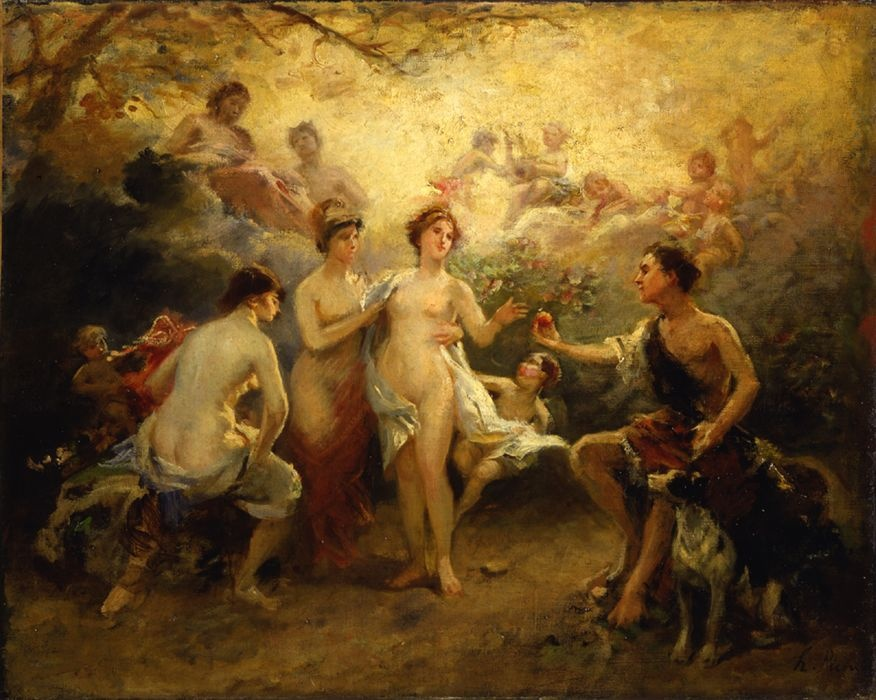
앙리 피에르 피쿠, 1824-1895년경
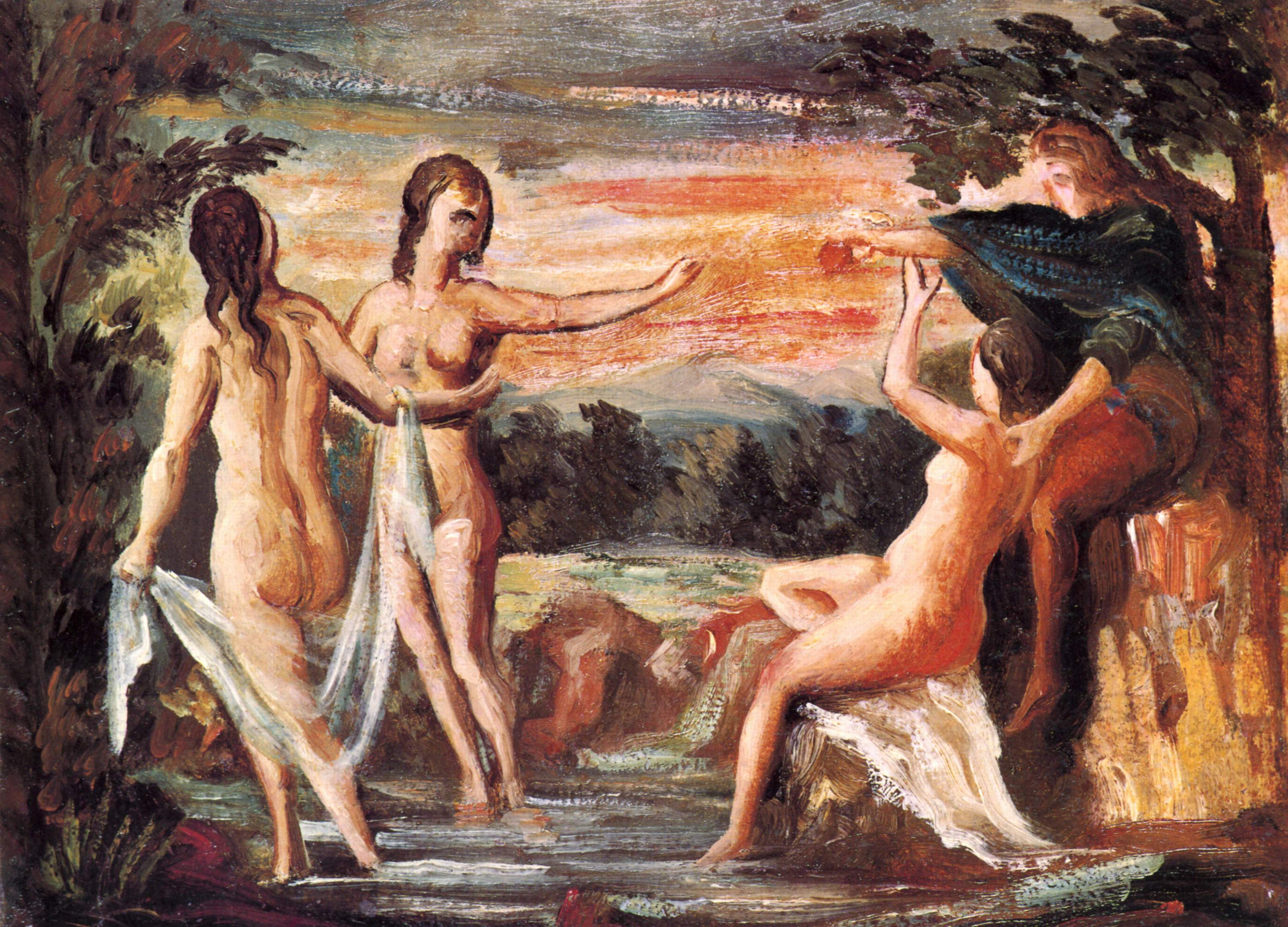
폴 세잔, 1862-1864년경
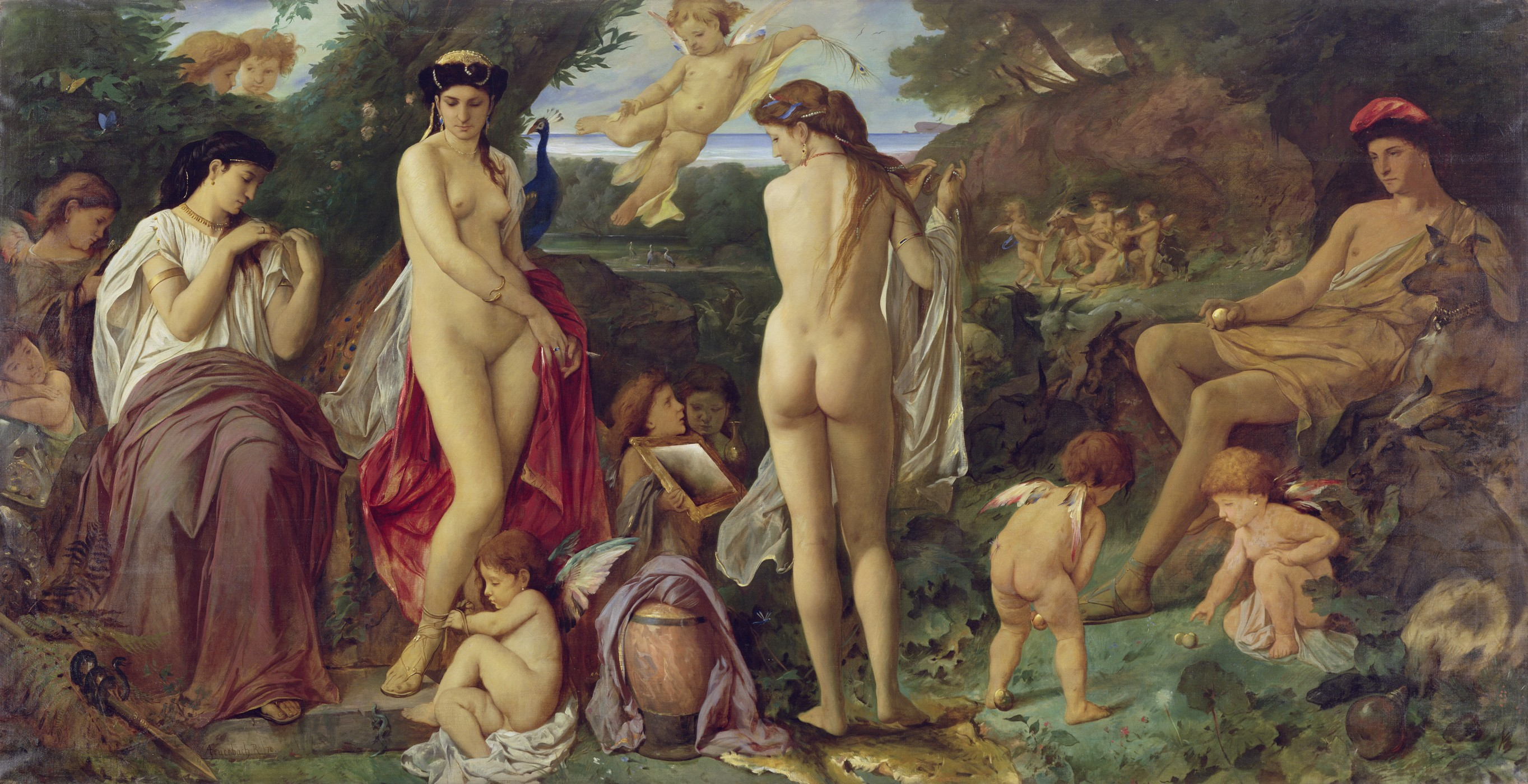
안젤름 포이어바흐, 1869-1870년경
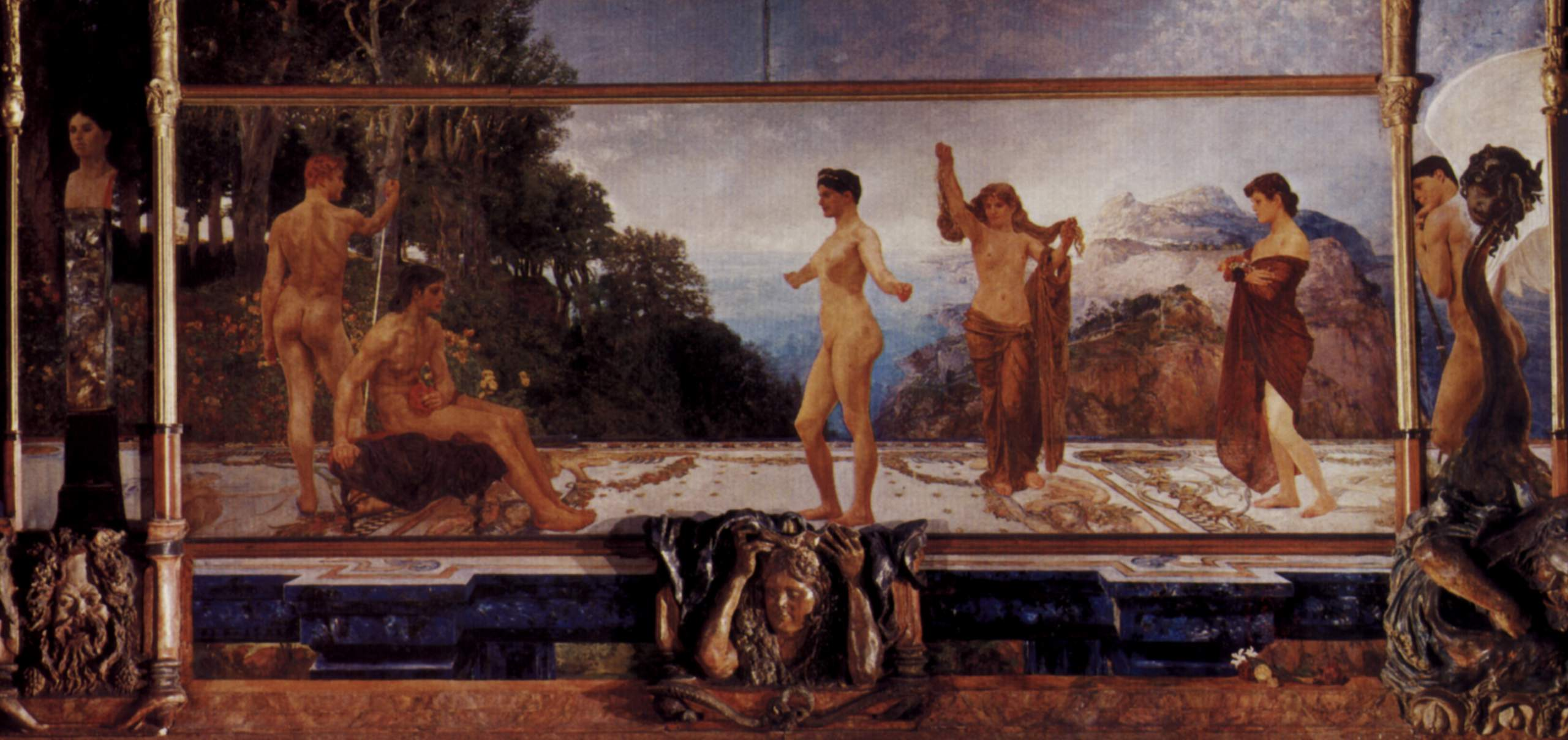
막스 클링거, 1886-1887년경
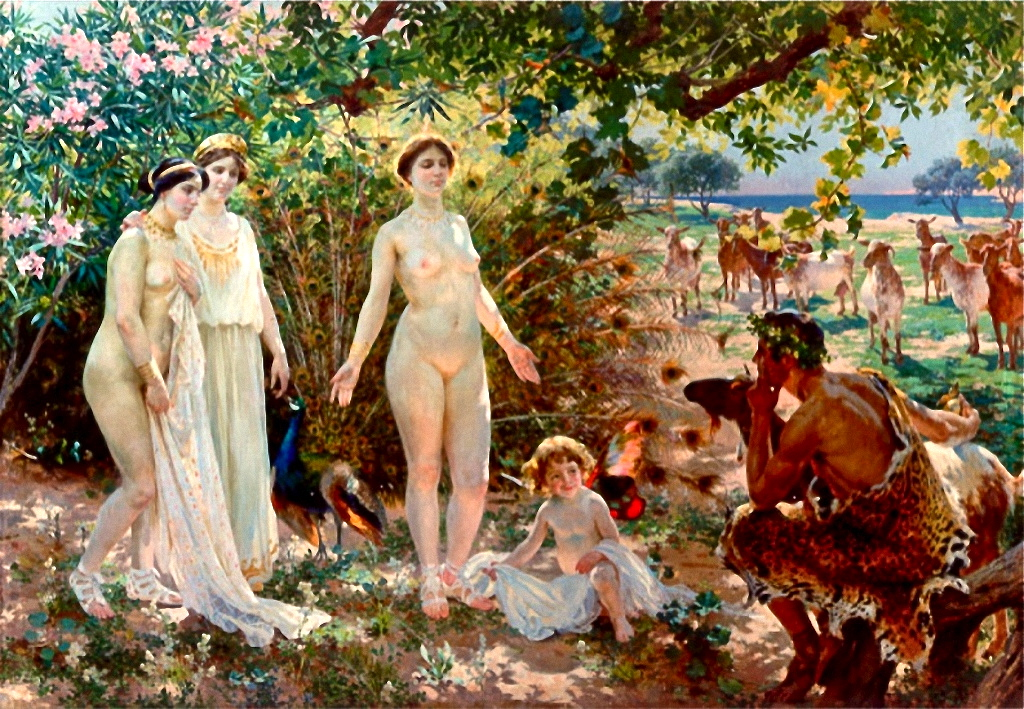
El Juicio de Paris by 엔리케 시모네, c. 1904 (말라가 박물관)
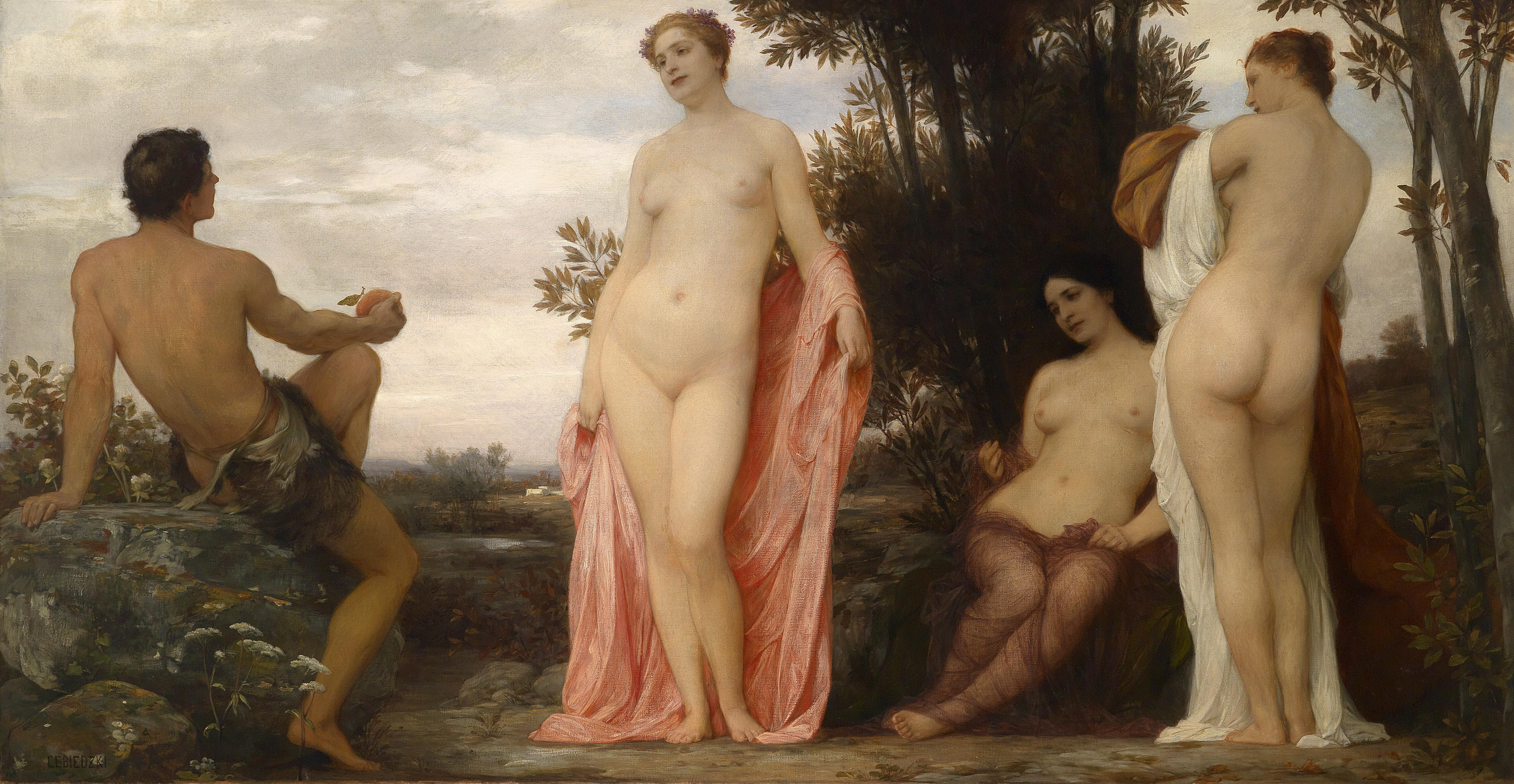
이두와트 리비에스키, 1906년경
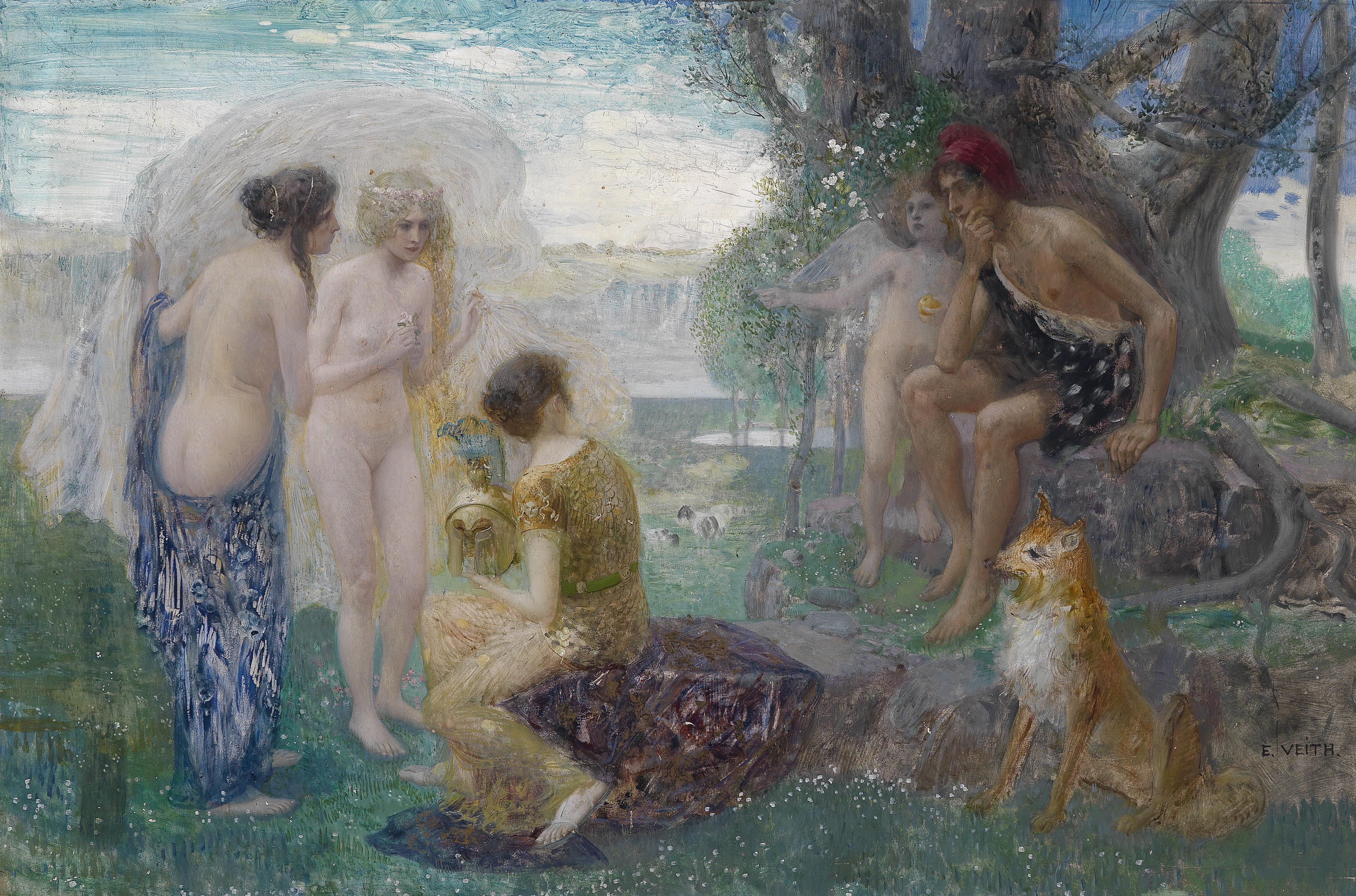
이두와트 파이트, 1925년경

### 모자이크

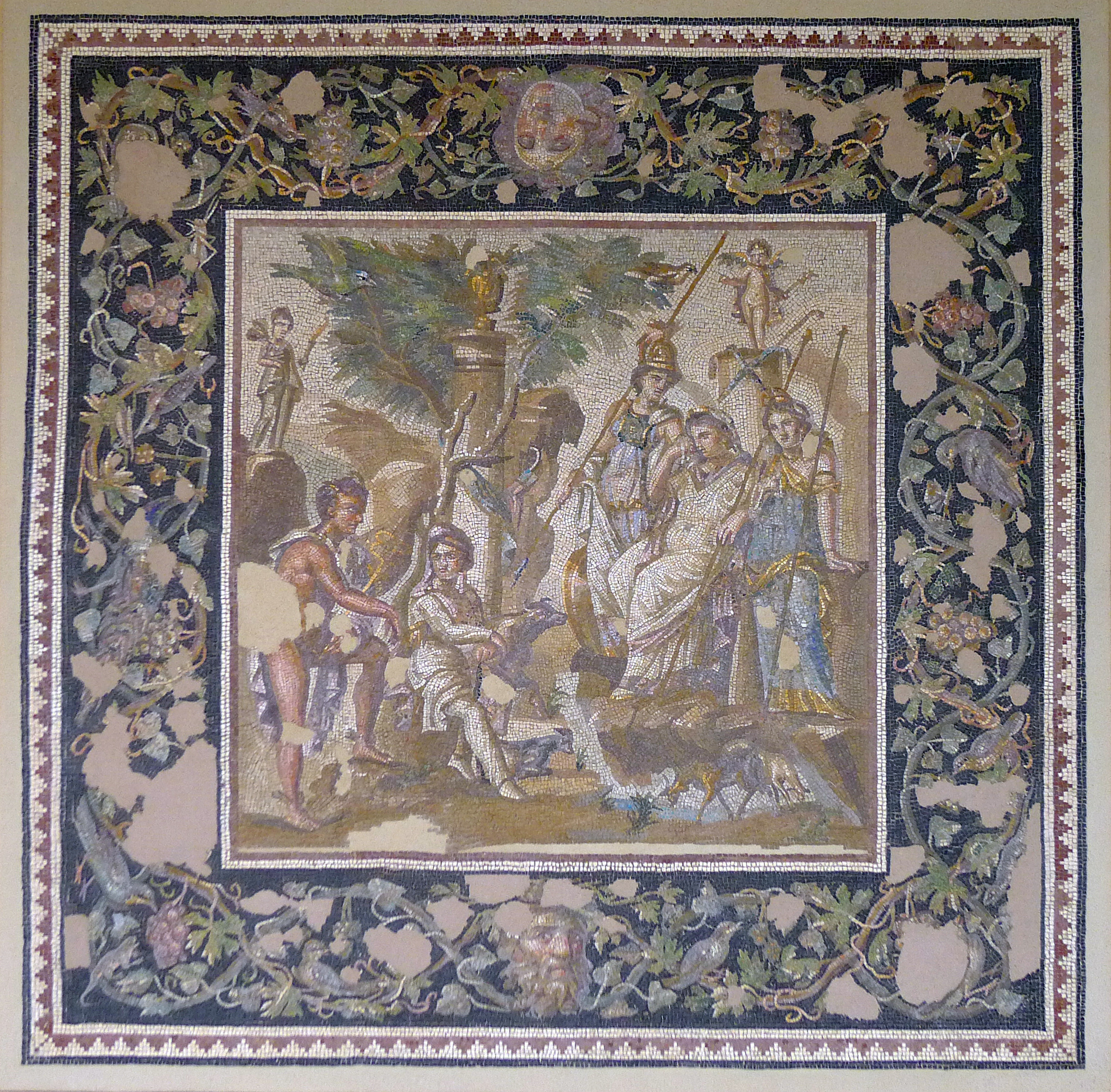
미상, 115–150년경, 루브르 박물관 (Ma 3443)
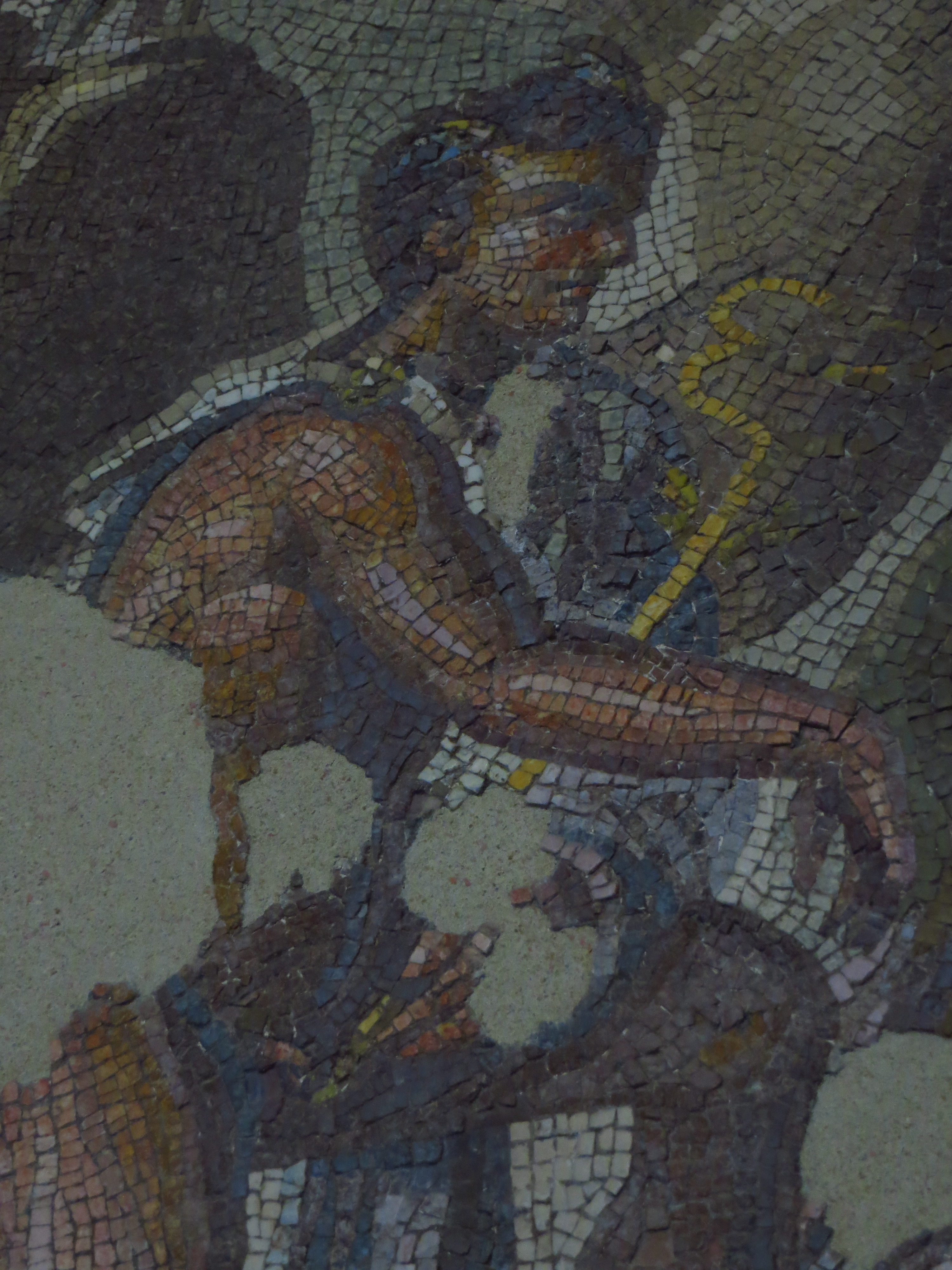
미상, 115–150년경, 루브르 박물관(Ma 3443)

### 조각품

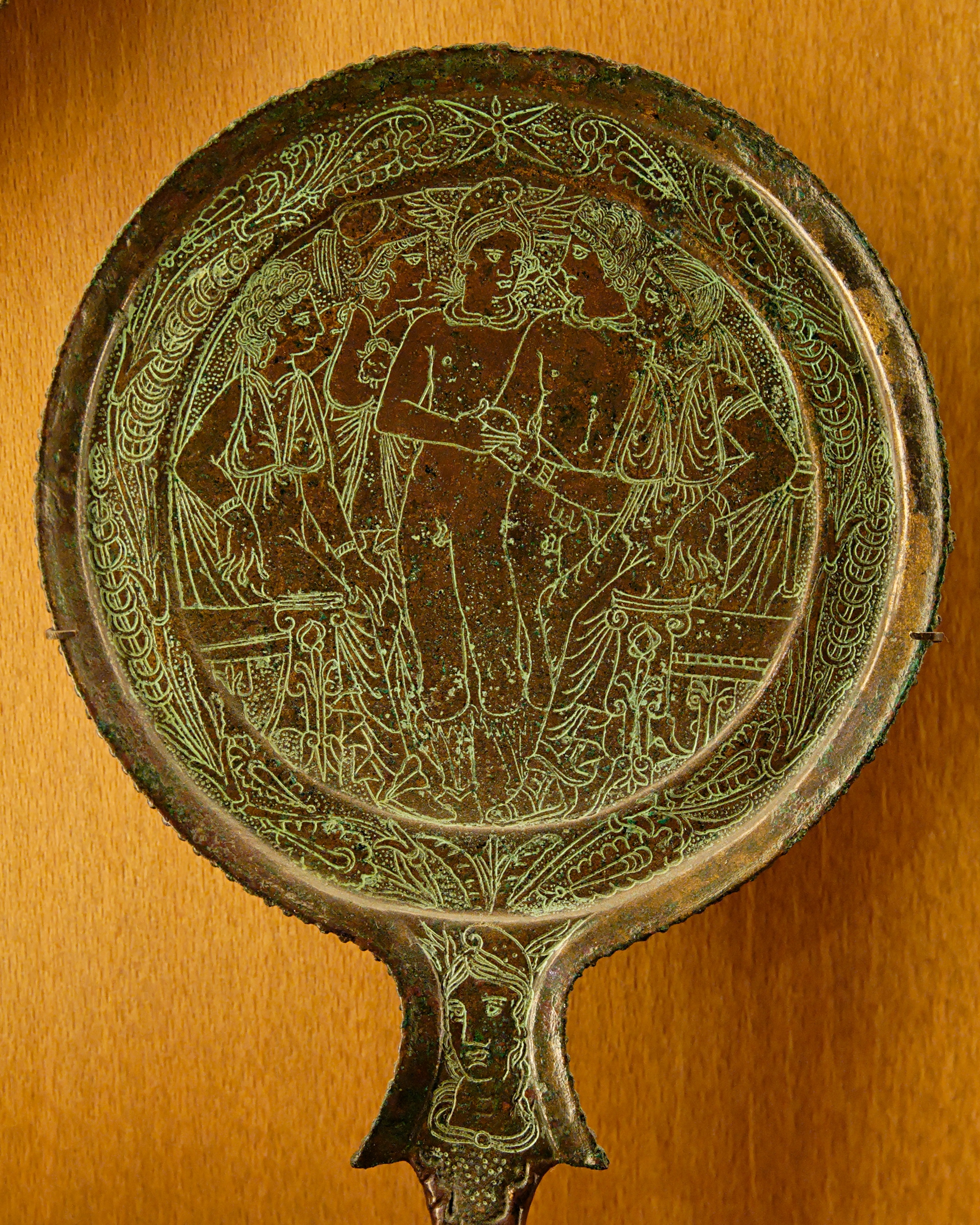
에트루리아 동경, 기원전 4세기~3세기(루브르 박물관)
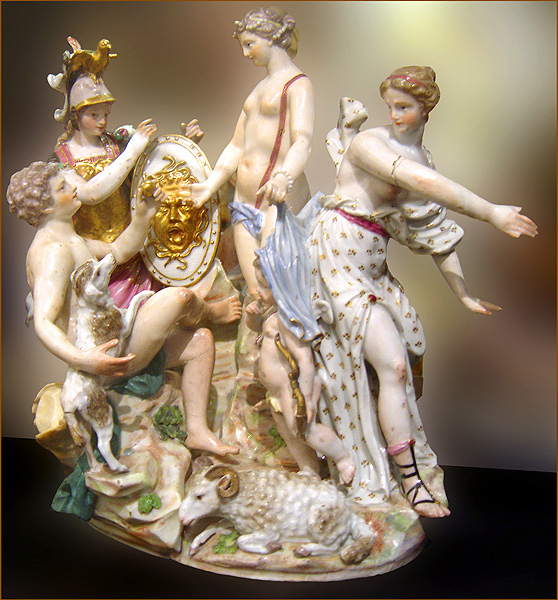
파리스의 심판, 카포디몬테 자기, 카피톨리니 미술관, 로마
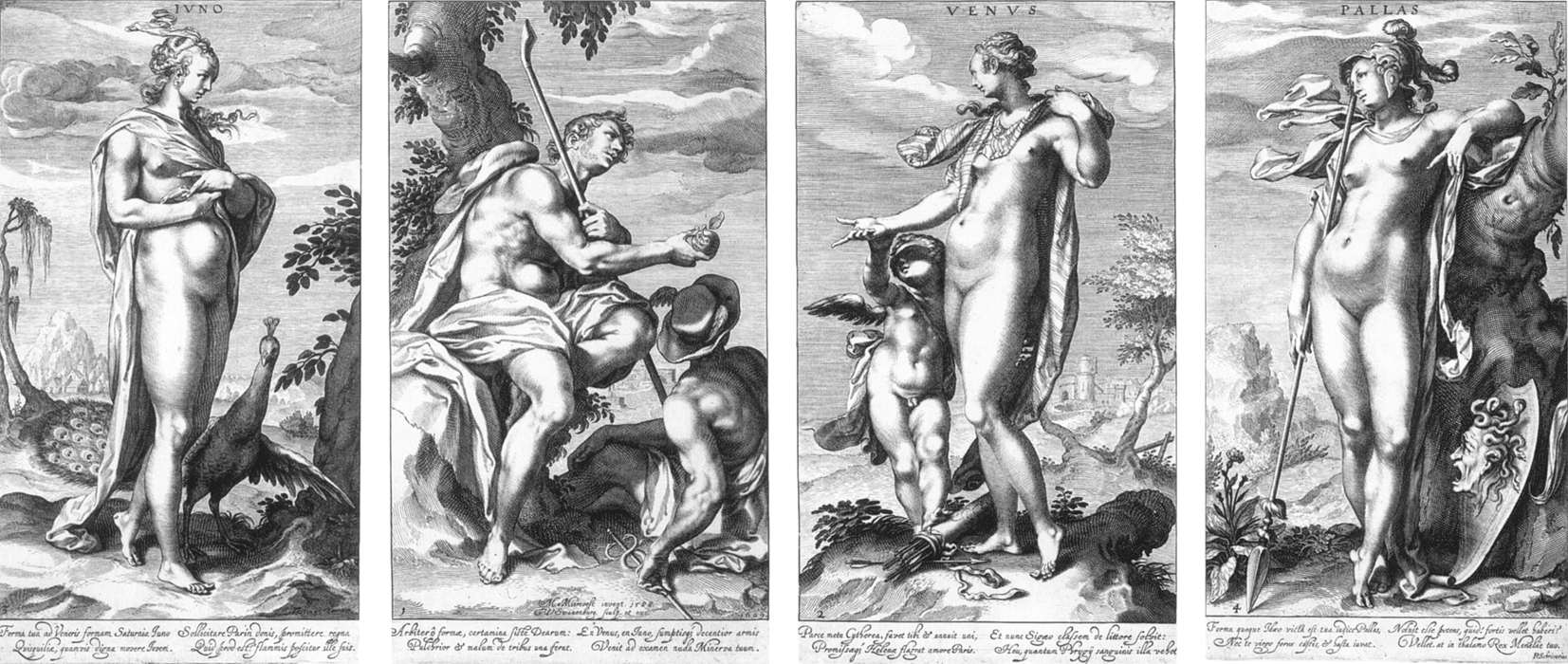
야곱 반 스와넨브르크, 1609년경
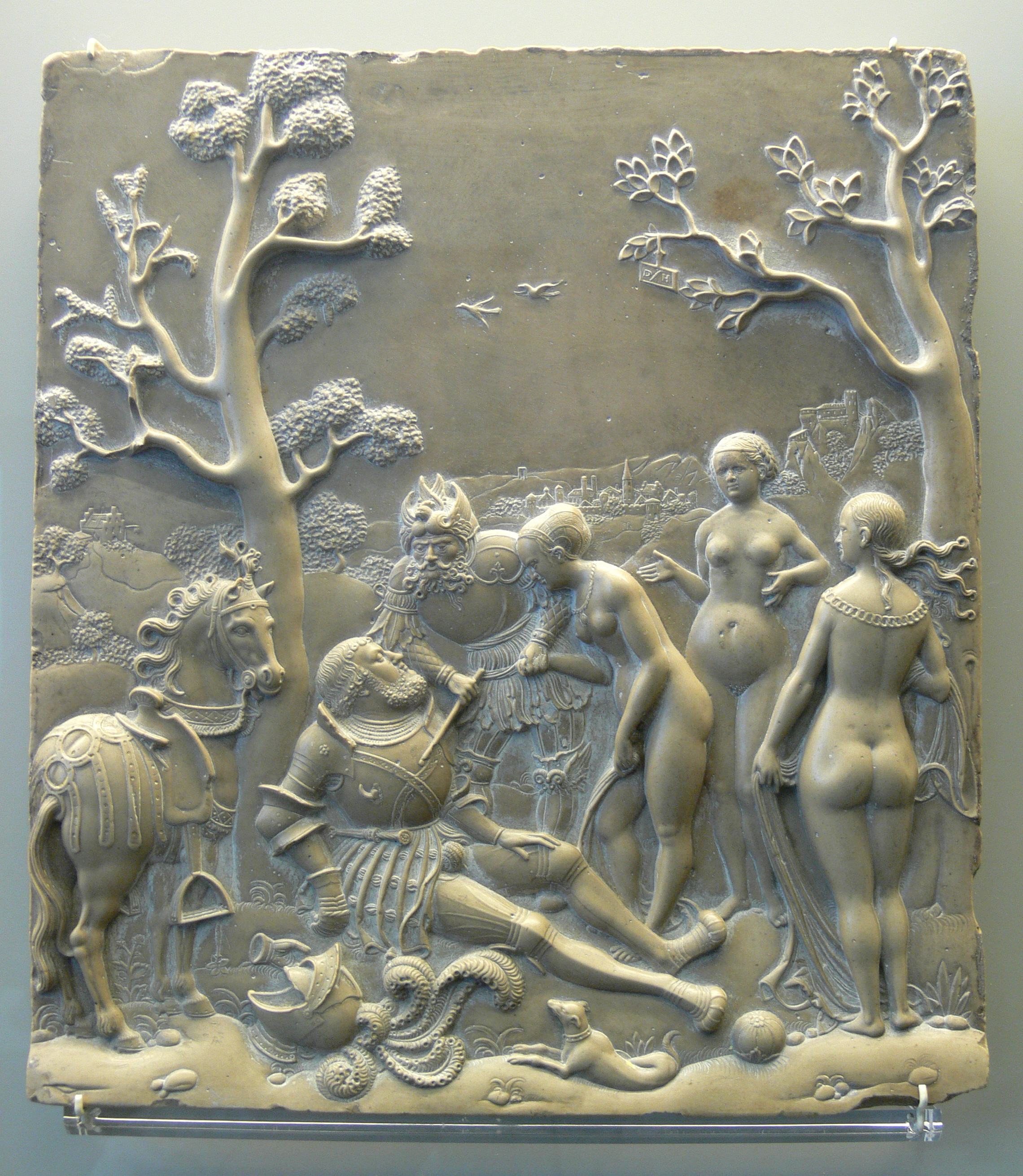
Dorman Hering, 1529년경
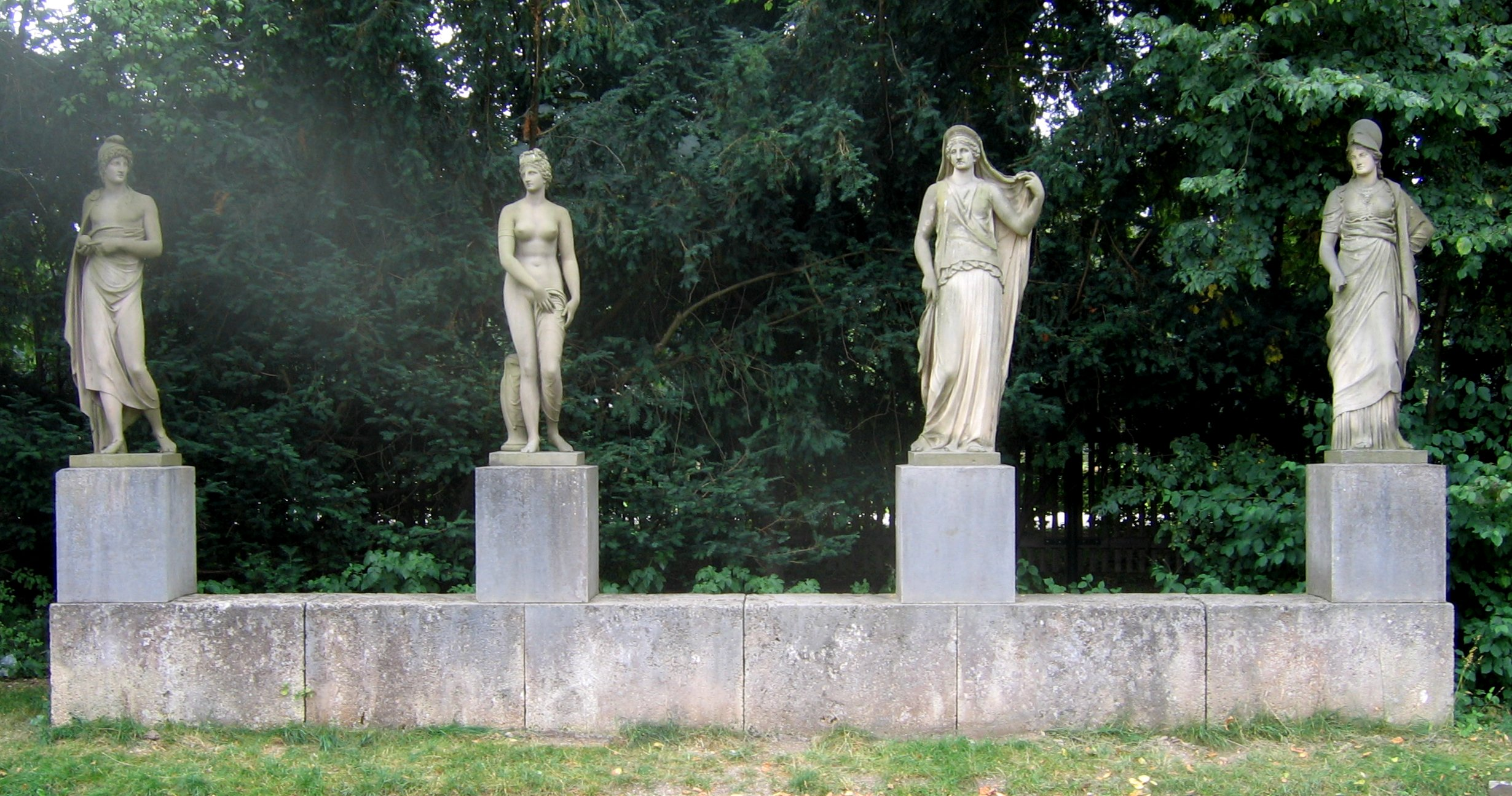
뮌헨 님펜부르크 공원의 파리스, 비너스, 유노와 미네르바 동상, 랜돌린 오막트(1804-07)

## 같이 보기
- 트로이아 전쟁